# 이범석
이범석(李範奭, 1900년 10월 20일~1972년 5월 11일)은 대한민국의 독립운동가이자 정치인이다. 대한민국 초대 국무총리로, 고관대작이다.
그는 고등보통학교 재학 당시 중화민국으로 망명하여 독립운동에 참여했다. 1919년 만주에서 신흥무관학교와 북로군정서 등지에서 항일독립활동을 하였으며, 북로군정서 연성대장으로 청산리 전투에 참전하기도 했다. 그 뒤 소련과 만주에서 활동하던 중 중국으로 건너가 대한민국 임시정부 광복군의 중장으로 광복군 참모장과 제2지대장 등을 지냈다. 1945년 조선 광복 직후 귀국을 시도했지만 강제로 상하이에 억류 조치 처분되었다가 이듬해 1946년 귀국하였다. 귀국 후 안호상과 함께 조선민족청년단을 결성하여 활동하였고 민족주의 정치 활동을 하였다.
김구의 남북협상에 반대하여 이승만에 협력, 단독 정부 수립에 동참하여 1948년 7월 31일에서 1950년 4월 20일까지 제1대 대한민국 국무총리를 역임하였고 8월 15일부터는 국방부 장관도 겸임하였다. 이후 중화민국 주재 대사와 내무부 장관을 거쳐 1952년 제2대 부통령 후보에 출마했고, 1956년 제3대 부통령 후보로 출마하였으나 낙선하였다. 1960년 이후에는 야당 정치인으로 활동하다가 탈당, 국토통일원 고문 등을 역임했다.
대한민국 초기 시대 나치 연구자의 한 사람이기도 했다. 조선 세종대왕의 5남이었던 광평대군(廣平大君)의 17대손이며 이문하의 아들이다. 호는 철기(鐵驥), 자는 인남(麟男)이며 다른 이름으로는 왕운산(王雲山), 인남(麟男), 철기(哲琦), 이국근(李國根), 이국진(李國鎭) 등이 있다. 본관은 전주(全州)이며 한성부에서 태어났다.

## 생애

### 생애 초기

#### 출생과 가계

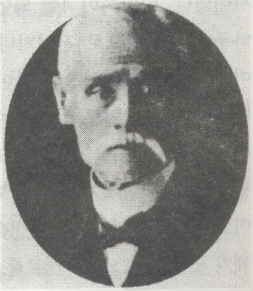
아버지 이문하

이범석은 1900년 10월 20일 대한제국 한성부 용동에서 이문하(李文夏)와 연안 이씨(延安 李氏)의 아들로 출생하였다. 그의 가계는 조선 왕족으로, 세종의 다섯째 아들이었던 광평대군의 후손이었고 광평대군의 셋째 손자인 청안군 이영의 셋째 아들이었던 정안부정 이천수(李千壽)의 15대손이었다. 왕족으로서의 예우는 15대조 정안부정에서 끝났고, 14대조 이한(李漢)은 음직으로 출사하여 배천군수(白川郡守)에 이르렀다. 이후 줄곧 벼슬을 배출하여 한성 근교에서 거주하였다. 그 뒤 증조부 이목연(李穆淵)의 대에 충청남도 천안군 목천면으로 이주하였으나 관료 생활을 하던 아버지 이문하의 대에 다시 한성부로 상경했다.
증조부 이목연은 형조판서와 전라도 관찰사를 지냈고, 양자로 들어온 종조부 이인명(李寅命)은 예조판서와 의금부 판사를 역임하였다. 할아버지 이인천(李寅天)은 서자였으며 부사용과 학관을 지냈다. 충청남도 천안군 목천면 교촌리에는 종조부 이인명 대부터 거주하던 집이 있으며, 그 후손들이 거주하고 있다.
아버지 이문하는 구한말의 관료로 농상공부 참의와 궁내부 참사관을 역임했다. 그가 태어날 무렵 이문하는 당시 대한제국 관료였으며 농상공부의 비서관으로 근무하여 외근이 잦았으며, 어머니 연안 이씨는 심장병으로 와병중이었다. 위로는 형 이범홍, 누나 이범호, 누나 이범숙이 있었고, 후에 계모 김해 김씨에게서 이복 남동생 이범혁이 태어났다.
한성부에서 출생하였고 지난날 한때 경기도 제물포에서도 잠시 유아기를 보냈다. 풍족한 가정 환경과 개화 성향 분위기 속에서 자랐으나 불행하게도 어머니를 일찍 여의게 되었다. 1911년 아버지는 강원도 이천군수에 임명되었다. 이범석은 아버지의 임지를 따라 이천에서 어린 시절을 보냈다.

#### 유년기
개화 사상에 감화된 아버지 이문하는 집안의 노비들을 모두 해방시켰다. 그러나 당시 20여세 되던 노비 정태규(丁太圭)는 이범석의 집을 떠나지 않고 거주하고 있었다. 정태규는 어린 주인집 장남 이범석과의 정이 들어 집을 떠나기를 주저하였다 한다. 노비가 아닌데도 집에 두게 되어 지탄을 받게 되자 아버지 이문하는 정태규를 오씨 성을 쓰는 대한제국 육군 참령의 대대에 병사로 넣어 주었다. 정태규는 이후 박승환 대대의 전투병으로 근무하며 군복 차림으로 종종 이범석의 집을 방문하곤 했다.
1907년 자신을 친동생처럼 보살피던 정태규가 정미 7조약이 강요한 군대해산에 저항하다 참살되는 것을 보고 이범석은 항일을 결심하고 16세이던 1915년 중학교 2학년에 해당하는 경성고보 시절 중국으로 망명했다. 1907년 8월 1일 이토 히로부미의 지시로 군대 해산명령이 하달되었다. 구한국 군대 해산령에 불복한 박승환 대대장이 자결하면서 대대 병력은 서울 시내의 일본 군대에게 돌격하여 교전하였으나 사살되었다. 일본군은 경성의 민가에 무차별 난입하여 구한국 병사의 색출작업에 나섰고 이범석의 집에도 들이닥쳐 수색하였다. 그날 초저녁 병정이 쓰러졌다는 마을 주민들의 아우성소리를 듣고 누이 이씨와 함께 마을 어귀로 나갔다가 검은 바지에 붉은 동을 맨 군복차림이던 정태규의 시신을 발견하였다. 정태규의 처참한 시신을 보고 그는 복수심에 불타 배일사상(排日思想)을 품게 되었다. 그는 후일 이를 신의 계시인지도 모르겠다고 회상하였다. 소학교에 입학하기 전까지 그는 집안에 훈장을 초빙하여 한학(漢學)을 배웠다.
10세에 부친 이문하의 재혼으로 계모 김해 김씨를 맞이하게 되었다. 그 뒤 20년 연하의 이복 남동생 이범혁이 태어났다. 유년기의 이범석은 천하에 둘도 없는 개구쟁이였으나, 그를 독립운동가로 키워 낸 것은 계모였다.

#### 소년기

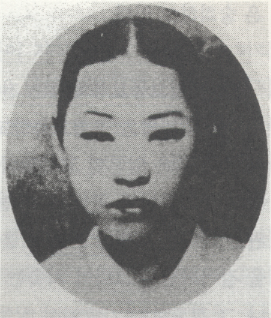
계모 김해 김씨 부인

개구쟁이였던 이범석은 장난기가 심하여 동네 아이들을 이끌고 다니면서 못된 짓을 골라하였다. 말을 타고 마을 순시에 나선 일본인 순사를 향해 고무 새총을 쏘아 맞추어, 순사가 말에서 굴러 떨어졌다. 말에서 굴러 떨어진 일본인 순사는 아버지 이문하를 찾아가 항의하였으나 아버지 이문하는 이를 무마시켰다. 곡식을 넌 멍석을 끌어다 물에 집어던지고 도망치기가 예사였으며, 하루는 암소에게 뱀을 밀어 넣는 바람에 암소가 길길이 뛰다가 죽는 사건이 일어났다. 짖궂었던 그는 뱀을 맨손으로 잡아다가, 외양간의 다른 소들의 항문에도 뱀을 집어넣어 소들이 갑자기 쓰러져 죽게 만들었다. 소 주인은 즉시 이문하를 찾아가 항의했다. 말에서 굴러 떨어진 왜인 순사의 항의에도 눈 하나 끄떡하지 않던 이문하는 이번에는 아들을 향해 도끼를 집어 던졌다.
남편의 도끼를 보고 계모 김해 김씨는 아들을 변호하던 중 아들을 감싸려 달려들었고, 도끼는 아들을 살려내기 위해 달려 든 계모의 무릎에 맞고 말았다. 이후 계모는 평생 다리를 저는 신세가 됐다. 계모의 아들 사랑은 여기서 그치지 않았다 한다. 가을이 되면 찹쌀로 떡을 빚어 이역만리 만주까지 독립운동에 겨를이 없는 아들을 찾아 나섰다. 이후 이범석은 계모와 배다른 형제들에게 더욱 각별히 대하였다고 한다. 이범석은 만년에 집필한 저서 《우둥불》에서 개구쟁이였던 자신을 끝까지 믿고 신뢰한 계모 김해김씨에 대한 사모(思母)의 정을 구구절절이 회고하기도 했다. 이범석에 의하면 계모 김해김씨는 인자하고 한문에도 능할 뿐 아니라 교양이 있던 분이라고 평했다.

### 청소년기

#### 학창 시절
1910년 이범석은 경성부 장사동(長沙洞)에 있던 사립경성장훈학교 보통학급 1학년(현 초등학교 1학년)에 입학하였다. 집에서는 훈장 대신 그의 외삼촌 이필승(李弼承)이 한학을 가르쳐 주었다. 종종 그의 집에 이필승의 동창이던 신익희가 방문했다. 이범석의 회고에 의하면 신익희는 가끔 놀러와 자신을 안아주곤 했다고 회상하였다. 이범석에 의하면 신익희는 당시 무척 가난한 고학생이었다고 회고하였다. 그해 8월 경술국치로 대한제국이 멸망하자 아버지 이문하는 3, 4일간 단식하며 통곡하였다. 이후 이문하가 강원도로 낙향하게 되면서 집안을 따라 이사, 1911년 전학하여 강원도 이천의 이천공립보통학교(伊川公立寶通學敎)를 다니게 되었다.
강원도에 있을 당시 그는 강원도 산골에 은신해 있다가 잡혀가는 의병들을 목격하였다. 그런데 의병들의 은신처를 밀고하거나 수색에 앞장서는 것은 일본인이 아니라 한국인 헌병보조원이었다. 그 중에는 무장해제 후 변절한 한국군도 있었다 하며, 이범석은 후일 헌병보조원들을 가리켜 개만도 못한 인간들이라며 개탄하였다. '공을 세웠다고 어깨 밑에 빨간 사람 인(人)자 모양의 견장을 달고 우쭐대는 헌병 보조원들은 개만도 못한 인간'이라는 것이다. 1913년 3월 이범석은 이천공립보통학교를 상위권 성적으로 졸업했다.

#### 중학교 재학 시절
1913년 이범석은 집을 떠나 경성으로 유학, 당시 중학교이던 경성제일고등보통학교에 추천으로 입학하였다. 이때 박헌영, 심훈 등을 만났고, 그들은 이범석의 동창생이 되었다. 경성고보 1학년, 2학년 재학 중 이범석은 명랑한 성격으로 교내 8선녀로 뽑히기도 했고, 경성 청년회관에 다니며 유도를 배웠다. 2학년 겨울 때에는 스케이트를 배우기도 했으며 경성고보 3학년 재학 중에는 글짓기에 흥미를 두었다. 3학년 재학 중 그는 학교에 한시(漢詩)를 지어 발표한 일이 있었는데, 글을 잘 지었던 그는 한문선생인 여자정 선생으로부터 칭찬을 듣기도 했다. 그는 늘 이범석에게 신동이라 칭찬하면서 앞날에 훌륭한 인물이 되라며 격려하였다.
경성고보 재학 당시 그는 일본인 학생들과 함께 등, 하교하였다. 일본인 재학생들은 그를 수시로 무시하였고, 3학년 1학기 초기에 사소한 말다툼이 감정이 되어 패싸움을 하였다. 교무실에 끌려간 그는 일본인 선생으로부터 성질이 야만스러워 남을 존경할 줄 모른다는 모욕적인 꾸중을 듣게 되었다. 그 뒤 경성제일고등보통학교를 수료하고, 이후 중국 항주체육학교를 졸업하였다.
1914년부터 아버지 이문하에 의해 결혼이 준비되었다. 그는 1915년 당시 천안군 군수이던 김승현의 딸과 약혼하였고, 1915년 가을 김씨와 결혼하여 서울에 집을 마련하였다. 그러나 부인과의 관계에는 관심이 없어 그가 중국으로 떠나면서 헤어졌다.
경성고보 재학 중이던1915년 그는 일본 육군사관학교 진학을 꿈꾸었으나 성적이 좋지 않아 가망이 없었다. 1915년 여름 이범석은 재학 중 여름방학을 맞아 귀국한 여운형을 만났다. 어느날 그는 여운형을 찾아가 중국으로 망명하고 싶다는 의사를 전달했고, 국내 학생들의 중국 망명을 주선하던 여운형은 그의 중국 망명 주선을 수락한다. 그는 이천의 집으로 내려가 아버지 이문하에게 중국 망명의사를 피력하였으나 아버지는 그가 장남이라는 이유로 망명을 만류하였고, 아버지는 중국 망명에 뜻을 둔 아들을 계속 설득하였다.

#### 망명과 상하이 도착
1915년 여름방학이 끝나고 경성으로 상경할 때 아버지 이문하는 그에게 간곡히 만류하였다. 그는 공부에 전념하겠다는 약속을 하고 아버지를 안심시켰다. 출국 전 이범석은 아버지 이문하가 재산의 일부를 한성은행에 예금한 것을 확인, 아버지 이문하와 친분이 있던 한성은행장 한상용을 찾아갔다. 그는 아버지의 심부름으로 한상용 댁을 수시로 방문한 적이 있었는데, 이를 이용 한상용에게 집에서 전보가 왔는데 급히 토지를 매입하게 되어 돈을 출금하라는 전갈을 받았다고 하고, 돈 1,300원을 인출해왔다. 1,300원을 인출한 그는 여비를 넉넉히 마련하고자 누나 이씨의 집을 찾아갔다. 누나 이씨는 조선일보 사장으로 있다가 망명한 신석우의 아내로, 남편의 뜻을 이해하던 누나는 자신을 찾아온 남동생에게 자신의 패물을 팔아서 마련한 돈 100원을 장만해주었다. 그는 '내가 떠난 후 1주일이 되기 전에는 절대로 집에 알리지 말라'고 애원한 뒤 이별하였다.
1915년 12월 하순 그는 이천을 떠나 영등포로 갔다. 이때 그의 친구 중 신필(申弼)만이 그를 전송해주었다. 여러 친구가 있었으나 그 중 비밀을 지킬 친구는 신필 한사람으로 본 그는 신필에게만 알리고 그에게 부모님에게 전하는 편지를 맡겼다. 일인학생을 가장하고 열차편으로 신의주에 도착, 압록강 철교를 도보로 건너 만주 안둥현에 도착, 중국으로 망명했다.
안둥에 도착하여 중국인 옷으로 갈아입고, 고등보통학교 3학년 때 친구 이병삼(李丙三)에게서 배운 중국어를 구사하며 중국인으로 위장, 열차편으로 산해관, 펑톈에 도착했다. 펑톈의 고려 여관에서 여운형이 묵는 호실로 찾아가 해후했다. 그는 여비 부담을 우려하였으나 이범석은 여비가 있음을 알렸고, 그와 함께 난징으로 가는 차를 타고 이동했다. 그는 여운형에게 매부가 신석우임을 알렸고, 여운형은 신석우가 신규식과 가까이 지낸다는 사실을 그에게 알렸다. 상하이에 도착하여 매부인 신석우를 찾아갔다. 그곳 불조계(佛租界)의 어양리(魚陽里)에서는 상하이 한인 지도자 신규식을 만났으며, 그의 집에 유숙하며 6개월간 항주(抗州)의 항주군관예비학교를 수료하였다. 신규식의 집에 유숙할 때 그의 집을 방문한 쑨원을 보게 되었다.

### 독립운동과 광복군 활동

#### 독립 운동

##### 사관생도 시절
1916년 이범석은 신규식의 추천으로 중국 국민당 정부 쑨원 총통을 만날 수 있었다. 쑨원은 신규식에게 무슨 관계냐고 물었다. 신규식을 통해 쑨원에게 소개되었다. 쑨원은 그에게 "사관학교에서 공부하겠다니 일본에 대항해 싸울 용기가 있느냐?"고 거듭 물었고, 그는 쑨원의 천거로 손문이 혁명간부를 양성하던 운남육군강무학교 기병과에 12기로 입학하였다. 그는 일본 영사관 경찰의 눈을 피해 배달무(裵達武), 김정(金鼎), 김세준(金世晙), 최진(崔震) 등의 청년들과 함께 상하이에서 배로 홍콩, 통킹, 하노이를 거쳐 윈난 철도를 타고 윈난 강무학교에 도착했다.
입학 당시 길림성 출신으로 위장하여 입학하였으나, 신원조회에 문제가 발생하였다. 그러나 신규식과 쑨원의 추천으로 윈난성의 독군(督軍) 당계요의 신원보증을 받아 연령을 2세 올리고 해외 화교 이국근(李國根)이라는 위장 명의로 중국군 정규사관학교인 운남 육군강무학교에 입교 할 수 있었다. 당시 이범석 일행의 국적을 알던 인물은 당계요만이 유일했다 한다. 6개월간 신병교육 수료 후, 기병과에 편입하여 32개월간 훈련을 받았다. 육군강무학교 재학 중 그는 뒷날 중국군 장군 예젠잉 등을 만나 친분관계를 형성했다. 독군 당계요의 지시를 받은 강무학교장 정카이원(鄭開文)의 특별 배려가 있었고, 그는 상하이를 떠날 당시 신규식의 훈시를 잊지 않고 강무학교 재학 중 학업에 정진하였다. 3학기 이후부터는 계속 수석을 차지하였다.
축성학(築城學) 과목 당시 일본육군사관학교 공병과를 나온 유탁양(劉卓陽)이 강의 중에 '조선은 중국의 식민지였으며 현재는 일본의 지배하에 있다. 사람들은 술만 먹고 자포자기에 빠져 있다.'는 말을 듣자 울분을 느낀 그는 목합을 들고 일어섰다가 동료 최진이 꿇어 앉혀서 다시 앉았다. 그때 그가 들고 있던 목합은 신규식이 선물로 준 것이었다. 그 후 남에게 뒤쳐지지 않으려는 각오로 소등 시간 후에도 담요를 덮어 쓰고 공부하였다. 그는 반우들의 도움으로 불침번에게 발각되지 않아 처벌을 모면한 적도 있었다.

##### 견습사관 시절
1919년에 윈난성 육군강무학교를 기병과를 수석으로 졸업하였다. 수석졸업을 기념하여 기병과의 교관 쉬자지(徐家驥)는 자신의 이름중 「천리마(驥)」자 앞에 철(鐵)자를 덧붙여서 철기(鐵驥)라는 아호를 지어주었다. 강무학교 졸업 이후 이범석은 중국군 견습사관을 지냈고, 건해자(乾海子) 기병연대에 배속되었다.
4월, 견습사관 재직 중 국내에서 발생한 3.1 만세운동 소식을 접하였다. 그는 상급자를 거치지 않고 다섯 명의 한국인 견습사관들과 함께 독군 당계요를 찾아가 친람 서신을 상신했다. 그들의 한국 독립운동 참여 의사를 본 당계요는 그들의 뜻을 이해하고 상하이로 가는 여비를 지불해 주고 비자문제도 해결해 주었다. 곧 윈난을 출발하여 6월 상하이에 도착, 신규식, 이시영 등을 만났다. 임정 요인들은 그에게 임시정부의 군무처를 맡으라는 권고를 했고 이범석은 그 권고를 모욕으로 받아들여 항의했다.
그가 임정 군무처직을 사양한 것에는 상하이에서 발생한 파벌싸움에 실망한 것도 있었다. 2개월간 상하이에 체류하며 유격전투 준비를 한 후 나머지 네 명과 헤어졌다. 이시영 등의 추천으로 그는 1919년 가을 중국 상하이를 출발, 만주 류허 현 신흥무관학교로 갔다.

##### 만주 독립군 활동
이시영의 소개로 그는 만주 길림성 유하현에 있던 신흥군관학교에 도착, 김광서(金光瑞), 신팔균(申八均), 지청천을 만났다. 1919년 가을부터 1920년 만주 신흥무관학교의 교관으로 독립군을 양성하였으며, 근교의 장쭤린 군벌의 영향으로 일본의 간접적 압력을 받아 고충이 심했다.
1920년 이범석은 길림성 왕청현(汪淸縣)에 도착, 김좌진 장군이 이끄는 북로군정서(北路軍政署)에 가담하여 중대장으로 청산리 대첩에 참전했고 이어 사령관이 되었다. 그해 초 그는 북로군정서의 무기 구입을 담당하였는데, 제1차 세계 대전 종전 후 러시아를 떠나 자국으로 귀국하는 블라디보스토크에 주둔 체코 군대가 각자 자기가 소지한 무기를 팔겠다는 정보를 입수했다. 그는 자신의 전재산과 교포들의 모금과 모금결사대의 활동의 성과로 체코군으로부터 다량의 탄환과 소포, 중기관총, 포탄, 화약 당을 사들였다. 무기를 대량으로 구매한 뒤 그는 사관생도들을 모집하여 군사훈련을 시작하였다.
1920년 봄 그는 소수의 병력으로 마적과 합세하여 훈춘의 일본영사관을 습격, 일본군의 러시아군 대토벌 작전을 입수했다. 일본군 13사단과 14사단은 러시아군의 포로가 된 체코군을 석방한다는 구실로 남으로 진군하였고, 21사단은 토문강을 건너 북상하였다. 만주철도수비대는 송화강을 건너 서쪽으로 진군한다는 것이었다.

##### 청산리 대첩
1920년 3월 그는 북로군정서 총사령관 김좌진의 부름을 받고 수천리를 도보로 강행군하여 왕청현에 있는 북로군정서로 가서 연성대장(硏成大長)으로 부임하였다. 이때 중국은 중일(中日) 외교상 부득이 독립군을 간섭하게 되자 길림성의 행정관장은 중국군 영장(營長) 멍푸더(孟富德)를 시켜 1923년 10월에 독립군 부대 및 항일 단체에 대하여 국도(國道)변에서 멀리 옮기라고 교섭함에 그들과 타협하여 앞으로 국내 진입전 전개에 편리한 장백산(長白山) 산속으로 이동해가기로 했다.
8월 23일 북로군정서 사관연성소(士官鍊成所) 학생 3백 수십명을 졸업시키고 그 중 150명과 사령부 경비대원 및 새로 모집한 병사들로 북로군정서 보병 1개 대대를 조직하여 이동했다.
9월 7일 이범석과 김좌진은 병력을 이끌로 청산리로 이동했다. 탄띠와 소총으로 무장 옥수수 가루와 콩가루로 만든 떡과 추위를 견디고 이동 중 천보산(天寶山) 근교에서 일본인 광산을 지키는 광산수비대대를 만났으나 더큰 적을 섬멸하기 위해 그들을 살려두고 진격하였다. 훈춘 일본영사관 습격 당시 도와주었던 마적 대엄귀(戴嚴鬼)의 연락과 정찰대의 보고로 일본군 동지대의 이동경로와 동정을 접하였다.
산맥을 타고 1개월간의 도보 이동으로 20년 10월 5일 길림성 화룡현 삼도구(三道溝) 청산리에 도착하였다. 이때 북로군정서의 정보를 입수한 일본군의 토벌군이 청산리 주위를 포위하여 오자 북로군정서와 대한독립군은 임시 전투조직을 개편하고 총사령관 김좌진, 군정서 참모장 나중소(羅仲昭), 사령관 부관 박영희(朴英熙) 등으로 개편 편성되었으며, 이때 이범석은 다시 북로군정서 연성대장(硏成隊長) 겸 중대장이 되어 본대인 보병부대 1개 대대를 송림평의 진을 쳤다가 백운평(白雲平) 숲속의 지형에 매복시켰다.
첩보원으로부터 왜병이 도착한다는 전갈을 받은 이범석은 산꼭대기에 올라 망원경으로 일본군의 이동을 지켜봤다. 정탐군을 보내 보병, 포병, 기병, 공병을 합친 병력이 1만 명으로 5만 대군의 선발대라고 하였다. 이범석은 근처 한인 교포와 사냥꾼을 모은 뒤 마을의 부녀자와 노인들에게는 독립군은 수가 얼마 되지 않고 총을 가진 병사 수가 적어서 몇 안 되고 굶주려 지쳤다고 증언하도록 사전에 지시했다.
소총, 중기관총, 수류탄 80만발의 탄환을 집결한 뒤 10월 20일 새벽 그는 우진 이민화(李敏華), 좌진 한근량(韓根凉) 중우 진의 김동(金動), 중좌진의 이교성(李驕成)에게 각각 2백발의 탄환을 직접 분배하였다. 10월 20일 9시경부터 청산리 백운평에서 일군과 교전이 시작되어 그날 저물도록 격전을 전개하고 일본군의 선봉부대를 기습공격하여 섬멸시켰다.
오래된 말똥을 뿌린 뒤, 일본군의 척후병이 나타나 말똥을 채취하여 오래전에 지나간 것으로 알고 일본군 주력부대 5만이 골짜기에 다다랐을 때, 집중 사격을 가했다. 1차 선발대와 2차 선발대가 전멸하고 3차 선발대가 나타났다가 우왕좌왕 흩어질 때 이범석은 마상에서 독전 연설을 했다. 10월 21일부터 10월 23일 화룡현내 천수동(泉水洞), 어랑촌(漁郞村), 만록구(萬鹿溝) 등으로 부대를 이동하면서 일본군을 습격, 독립군 전사자는 20여명이었으나 일본군 수백명의 사상자를 내는 전과를 올렸다.

#### 퇴각, 이승만과의 만남
청산리에서 성과를 올린 뒤 그는 따로 병력을 이끌고 갑산촌(甲山村)으로 이주, 새벽 2시에 천수동 골짜기에서 19사단을 공격하고 포로로 잡힌 독립군을 구출했다. 마록구(馬麓溝)에서는 2천 명의 군사로 일본군을 상대, 한인 교포들이 탄환과 물자를 수송하였고 90명의 독립군 전사자를 내고 수 백명의 일본군을 섬멸했다.
청산리 전투에서의 승리 소식을 접한 이승만은 이후 매년 이범석과 서신 연락을 주고받았고, 선물과 피복을 보내 왔다. 1920년 이승만은 그에게 파커 만년필을 선물로 보내왔는데, "이제는 나도 전 세계를 향해 자랑할 밑천을 얻었소. 청산리 전투의 대승리로 거짓말을 하지 않고도 외교를 펼칠 수 있는 중요한 선전자료를 얻게 된 것이요. 청사에 길이 빛날 대첩을 이곳 동포들과 함께 충심으로 축하하는 바이오."라며 격려하였다.
1921년 1월 26일 간도참변의 참화를 피해 홍범도, 서일 지청천, 김좌진이 이끄는 독립군 연합부대는 러시아령 이만에 도착했다. 이 연합부대는 러시아로 넘어오기 직전 홍범도의 대한독립군과 서일의 북로군정서, 신흥학교 교관 지청천, 광복단 등 몇 개의 부대가 모인 것이다. 이범석도 이들을 따라 이만까지 갔다.
2월 말, 이들은 다시 아물주 자유시로 옮겨갔다. 새 무기를 받는다는 러시아 측의 약속 하에 생명과도 같은 무기들을 죄다 반납한 채였다. 러시아행을 탐탁해하지 않던 김좌진, 김규식, 이범석은 함께 가지 않고 되돌아왔다. 덕택에 이범석은 21년 6월 자유시 참변의 화를 면할 수 있었다.
1921년 이승만은 그에게 서신으로 연락하였다. 이후 이승만은 그에게 유럽과 미국에 대외 선전, 홍보를 위한 자료를 요청하였고 이범석은 자료를 미국의 구미위원부로 발송했으며, 이승만은 그에게 계속 군사 자금과 독립군을 위한 피복과 가죽 옷을 발송해주었고, 이범석의 이동 이후에도 서신연락으로 소재지로 격려 편지와 군 자금, 선물을 계속 보내왔다. 이승만의 계속된 후원과 편지에 감격받은 이범석은 후에 그를 돕게 된다.

#### 고려혁명군, 광복군 활동

##### 고려혁명군 활동

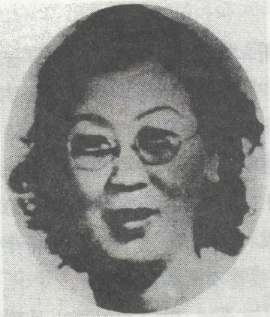
부인 김마리아

이후 독립군 진영은 일제의 탄압을 피해 만주 밀산에 집결했다가 소비에트 연방으로 이동했다. 그러나 이범석은 소련으로의 이동을 탐탁치 않게 생각하였다.
1922년부터 1925년까지 소련에서 소련합동민족군 연해주지구 지휘관으로 활동하고 1923년 5월에는 김규식, 고평(高平) 등과 함께 연길현 명월구(明月溝)에서 고려혁명군(高麗革命軍)을 조직하여 수 년간의 실전 체험에서 그보다 진보적인 이념과 방법으로 통일성 잃은 산만한 행동을 집중, 체계화하였으며 군사교육을 강화하였다. 고려혁명군 창설시 그는 기병사령(騎兵司令)이 되어 활약하였다. → 오하묵, 지청천이 만든 러시아 이르쿠츠크 소재의 고려혁명군(1921.8)과는 별개의 단체이다. 그 후 만주, 노령(露領)등지를 전전하며 독립운동의 기회를 기다렸다.
소련 혁명전 참가하던 중 1921년 자유시 참변 이후의 소련의 대일본정책에 불만을 품고 다시 북만주로 돌아와 고려혁명군 결사대의 조직에 참여하고, 고려혁명군결사대 정치부원, 피복창 주임 등을 역임했다. 두 번째 부인은 이때 만난 러시아 여인으로 올레리아로, 시베리아의 톰스크에서 올레리아와 만나 동거하였다. 그러나 소련이 일본과 협정을 체결하면서 조선인 독립군에 대한 탄압이 계속되었고 그는 탄압을 피해 중국으로 가야 했다. 헤어진 후 1925년무렵 올레리아의 자살 소식을 듣고 통곡하였다.
한편 이때 만나서 함께 이동한 1925년 8월 러시아로 귀화한 교포 경주김씨 김 미하일로비치의 딸인 김마리아와 결혼하였다. 이후 소련 붉은 군대의 한국 독립군 무장해제에 반대하였다. 그러나 소련 톰스크에서 일시적으로 감금되어, 억류 생활을 하였다.
1926년 4월, 감금 8개월 만에 부인 김 마리아와 함께 톰스크를 탈출하였다. 붉은 군대의 한국 독립군 무장해제에 반발한 그는 소련을 떠나 만주의 혜림으로 들어왔다. 그러나 김 마리아는 만주 육송현에서 일본 경찰에게 붙잡혀 6일간 감금, 고문 당하였으나 굴하지 않고 풀려났다. 이때 김 마리아는 고문 후유증으로 병을 얻게 되었다.

##### 소련 탈출과 중국군 복무
만주에 도착, 일부 독립군은 장종창에게 무장해제당하고 그는 장종창 부대에 편입, 중국군 소좌로 임관하여 중국군 직업 군인이 되었다. 중국의 국경지대인 오점유영의 진수사로 있을 때 전갈을 받고 성동사관학교 설립을 위한 준비를 추진하였으나 성과를 얻지 못하였다.
1927년 77명의 동지들을 규합하여 고려혁명군을 조직하여 게릴라 유격전을 했다. 이후 고려혁명군 결사대에서 활동하던 중 중국 공산군 정부로부터 밀사 공패승(貢沛丞)이 찾아와 장쉐량 정권 타도에 협조할 것을 통보해왔다. 이범석이 이끄는 결사대는 장쉐량의 토벌 대 1개 대대를 전멸시켰고, 장쉐량은 그의 목에 현상금을 걸기도 했다. 그러나 중공측과의 협력은 실패하고 방랑생활을 하였다.
1928년 마잔산이 이끌던 중국 동북항일군 작전과장으로 취임하고 중국군 소장으로 임관하였다.1929년 일본 경찰의 추적으로 만주에서 외몽골로 피신하였다. 1931년 만주사변 이후, 마잔산이 다시 그를 찾았다. 그는 만주의 중국인 항일부대를 조직한 마잔산을 다시 찾아갔다. 장종창 부대에 있을 당시 그의 지휘능력을 높이 평가하였기 때문이었다. 그는 마잔산 부대의 흑룡강 제1군사령부 작전과장으로 활동하였으며, 중국어와 러시아어 등에 능하여 마잔산 부대의 작전과장, 계급은 중국군 소장 자격으로 유럽을 순방하고 돌아왔다. 1932년말에 마잔산이 국방장관으로 승진하면서 그는 국방장관으로 승진한 마잔산, 고급 참모들과 함께 소련으로 들어갔으며 군사시설을 시찰하고 돌아오던 중 잠시 억류되었다가 풀려나기도 했다.

##### 임시정부에 합류, 광복군 활동
만주에서 무장항일활동의 실패로 병력만 잃게 되자 1933년 5~6월경 중 이범석은 지청천과 함께 100여 명의 장정들을 이끌고 중국본토로 건너왔다. 1933년 중국 낙양군관학교(洛陽軍官學校)에 한국 독립군 양성을 위한 한인특별반이 편성되자 한국인 특별반 장교대장에 선임되었다.
1933년 후반 대한민국 임시정부의 소재지에 도착, 김구 세력에 합류하였다. 1934년 낙양군관학교 교육대장이 되었다. 일본에게는 비밀로 하고 설립된 것이 일본군 밀정에게 탄로나면서 일본측의 항의로 한인특별반은 해산되었다. 갈 곳이 없던 그는 1936년 중화민국 국민군에 재입대하여 곧 양호성(楊虎城) 휘하의 기병연대장이 되었다가, 다시 장쉐량의 소개로 중국 육군 제3로군 소장 한복기의 고급참모로 전속되었다. 이후 중국육군 제3로군 참의급(參議級) 고급참모(중국군 소장)겸 중국군 제3집단군 제50군단 참모처장, 제3집단군 55군단 참모처장 등을 지냈다.

맨 앞줄 좌로부터 (박찬익, 조완구, 김구, 이시영, 차이석
두 번째 줄 맨 왼쪽 성주식, 오른쪽 김붕준
맨 뒷줄 왼쪽부터 조성환, 조소앙, 이청천, 이범석, 이름 미상

1940년 중국 중앙훈련단 중대장이 되었고 한인특별반이 편성되자 한국인반 부대장으로 보임되었다. 그 뒤 중앙훈련단 교관직에 임명되어 교관을 겸직하다가 1940년 9월 17일 대한민국 임시정부 광복군이 결성되자 김구·지청천과 함께 광복군 창군에 참여하여, 한국 광복군 육군소장 에 임명되었다. 1941년 광복군 중장에 임명되고 광복군사령부 참모장이 되어 활동하였다.

#### 국내 진공 작전
제5지대장 나월환(羅月煥)이 피살된 뒤 1942년 4월 각지대 개편에 따라 광복군 총사령부 참모장이었던 그는 제2지대장을 자원하여, 광복군 총사령부 참모장으로 개편된 제2지대장직을 겸하게 되었다. 그리하여 제2지대장으로 부임하여 시안으로 건너가 광복을 맞이할 때까지 교육훈련과 항일투쟁을 하였다.

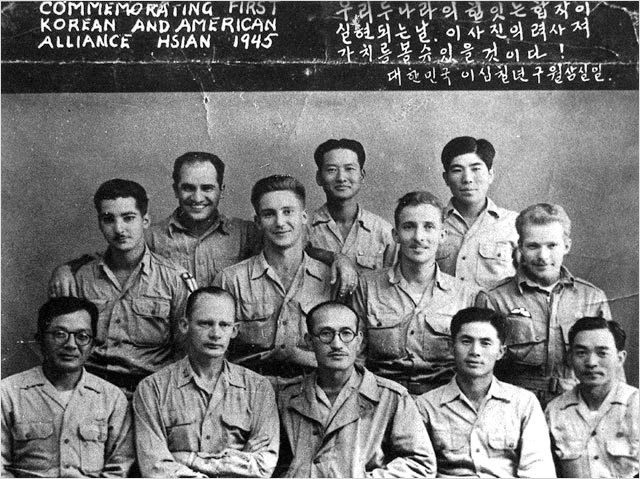
광복군 간부, 미국 OSS 요원들과 함께 (가운데 안경 쓴 이가 이범석)

동시에 그는 윈난 강무학교 동기들과 선,후배들과 중앙 훈련단 시절의 동료, 선후배들과 연락을 통해 일본군 포로 중 한국인을 선별하여 광복군으로 편입시키기도 하였다. 시안지역 행형청 주임으로 있던 중국군 중장 원차오지(文朝籍)는 그의강무학교 동기로, 부대편성에 당시 그의 도움과 원조를 얻기도 했다. 원차오지의 협조로 일본군 포로 수용소에서 한국인 포로를 선발해 광복군으로 편입하는 데 도움을 주기도 했다. 이후 이범석은 일본군 점령지에 광복군 공작원을 파견하여 초모공작과 정보 입수 및 선전을 위한 밀정 파견, 탈영하는 한국인 출신 병사들의 황하강 도하에는 중국군 집단군 총사령관 이연년의 도움을 받았다. 이것은 상부의 지시가 아닌 그의 강무학교와 중앙훈련단 당시의 인간관계에 의한 도움이었다. 1942년 겨울 국내 진공을 위한 계획을 수립하였으나 실행되지 못하였다.

1945년 8월 김구와 면담한 도노번 소장, 김구와 도노번 사이에 얼굴 보이는 이가 이범석

중국으로부터의 원조 보다 연합군의 원조를 받으면 유리할 것이라 판단하여 그는 주중 미국군 공군사령관 웨드마이어와 교섭을 시도했다. 이후 임정 각주 김구, 구미위원장 이승만 등의 주선으로 미국과 연결 미 첩보국 OSS와 합동훈련을 시도하면서 특수훈련에 참여한다.

#### 광복
1945년 5월 섬서성 서안 교외 두곡(杜曲)에서 이범석의 지휘를 받는 광복군 정진대가 미국의 전략첩보국 OSS와 연합하여 국내 진공을 위한 특수 훈련을 받았다. 8월 일본의 패망 소식을 접하고 8월 18일 미군 중국전구 총사령관 고문 자격으로 비행기편으로 김포공항에 입국했다가 일본군에 의해 저지당하여 다시 상하이로 되돌아왔다.
일본군의 저항으로 상하이로 되돌아온 뒤 그는 광복군의 잔여 사무정리로 바쁜 나날을 보냈고, 일본군 및 만주군 패잔병들을 설득, 귀순시켜 광복군에 받아들이는 활동을 지도, 전개하였다. 한편 그는 각국의 중흥사와 근대국가 건설에 관련된 서적을 구입하여 탐독하였고, 청년운동과 중국 손문의 삼민주의 이념에 관련된 서적도 구하여 독서하였다. 1946년 초 이범석은 비밀리에 광복군 간부 중에 유능하고 동작이 빠른 인물을 비밀리에 한국에 먼저 파견하여 국내 정세를 정탐하게 했다.
1946년 초 미군정청 군정청 사령관 존 하지가 보낸 밀사를 만났다. 한국 국방경비대의 한국인 책임자를 찾던 하지 중장은 미군 주둔군 경비대 사령관이었던 당시 현역 미국 육군 대령 버나드를 상하이로 보내 그에게 한국 국방경비대의 한국인 책임자를 맡아줄 것을 요청하였다. 그러나 그는 군정에 참여할 것을 거절하였다. 그의 거부로 군정청 통위부장직은 류동렬에게 넘어갔다.

### 광복 이후

#### 광복 직후의 정치활동

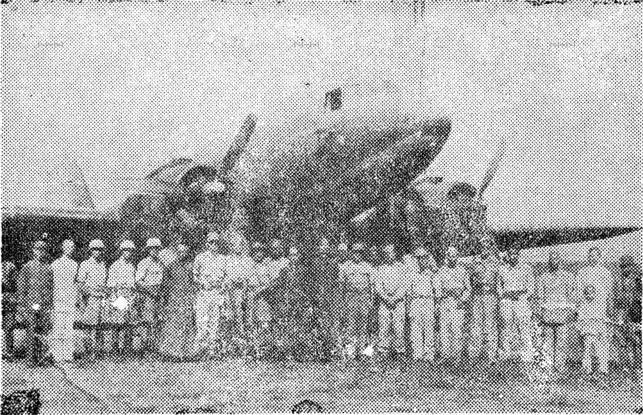
국내 정진군
(좌측 네 번째부터 장준하, 노능서, 김준엽, 한사람 건너가 이범석

1946년 봄, 귀국시에 광복군 육군 중장으로 귀국하게 되었다(그러나, 미 군정은 광복군들도 군인이 아니라 개인 자격으로 입국하게 하였다). 1946년 6월 이범석은 정식으로 귀국할 수 있었는데, 이는 김구가 아닌 이승만의 부름을 받아 귀국할 수 있었다. 6월 22일 비행기편으로 서울 여의도 비행장에 도착하였다. 귀국 당일 돈암장의 이승만을 방문하자 이승만은 그를 환대하였다. 이후 이승만은 공식, 비공식 행사에 그를 대동하였으며 내외 귀빈을 만날 때마다 이범석을 소개하였다.
귀국 직후부터 이범석은 청년단체 조직을 추진하였다. 6월 말 미군정청 군정청 사령관 하지와 군정장관 아서 러치를 방문, '청년운동을 하겠다.'는 의사를 전달하였다. 하지와 러치 장관에게 그가 계획한 청년운동의 목적과 의의를 설명하고 그 운영을 위한 물질적인 도움을 요청하기도 했다. 이범석은 장준하를 불러서 도와줄 것을 청하였고 장준하는 김구에게 가서 양해를 구한 뒤 김구의 비서직을 사퇴하고 이범석의 민족청년단에 입단하였다. 이후 여러 청년 및 광복군 인력을 찾아다니며 도움을 요청하였고, 그들은 민족청년단 조직에 가담하게 된다.
귀국 직후 이범석은 국방경비대의 고문직을 5개월간 맡았다가, 11월 국방경비대 고문직을 사퇴하였다. 귀국하여 청년들을 광복된 새 나라의 역군으로 조직화하고 훈련하는 것이 제일 시급한 일이라 판단, 미군정의 지원을 받아 청년단체 조직에 착수하였다. 1946년 6월 29일 민족통일총본부(民族統一總本部) 10인협의회 위원으로 선출되었다. 그날 10인협의회에서 선출한 민족통일총본부 협의원에 지명됐다.
경제적으로 어려움에 처했던 그는 미군정에 재정적 지원을 요청하였다. 그의 광복군 활동과 투철한 반공주의에 투철함을 인정, 도움 요청을 받아들인 하지와 러치는 일본 도쿄에 주둔중인 극동군 총사령관 더글라스 맥아더 원수에게 원조계획을 상신했고, 맥아더는 하지와 러치의 건의를 흔쾌히 받아들여, 미군정으로부터 원조를 받게 되었다. 한편 이승만, 김구, 김성수가 주도하는 신탁통치 반대운동에는 다소 소극적으로 참여하였다.

#### 청년 운동
1946년 10월 8일자 대동신문에 귀국 소감을 발표하였다.
내가 오랫 동안 해외에 있다가 해방된 조국에 돌아와서 가장 절실히 느낀 것은 윤리의 파멸이요 생활의 파멸이었습니다. 신국가를 건설하려는 희망에 넘치는 조국이 어찌 하여 이와 같은 형편에 빠졌는가 하는 것을 생각할 때, 나는 무엇보다도 먼저 사상 즉 이념의 확립으로서 윤리를 건설하여야 되겠고, 둘째, 경제의 난을 광구(匡求)하여 생활의 안정을 얻어야겠다고 통감하였습니다. 그러나 이 두 가지를 말하기는 쉬운 듯하나 실지로 행하기는 심히 난해한 일입니다. 이에 나는 내 힘이 미치는 한 한가지라도 하여 보아야겠다는 생각으로 먼저 윤리의 건설에 착수하겠다는 결의를 가지고 그 대상으로 청년을 선택하게 된 것입니다.

1946년 10월 9일 `국가지상, 민족지상'이라는 구호를 내건 우익 민족 청년 운동 단체인 조선민족청년단(약칭 족청)을 창설한다. 11월 24일 경기도 수원부(水原府)의 수원역 근처에 대지 5만평을 마련하고 건평 2천평의 건물을 완공하고 전국 각지에서 선발한 청년 2백명을 1기생으로 입소시켜 교육을 시작하였다. 설비는 부족하였으나 군정청의 전폭적인 지원과 지역 유지들의 기부로 숙사, 교사 건물, 강당, 극장 등을 우선적으로 구비하였다. 이범석은 족청의 학과 담당 교수로 강의하였고, 안호상, 정인보, 배성룡(裵成龍), 강세성(姜世聲) 등을 강사로 초빙하였고, 객원 강사이자 정신훈화 교육으로 김활란, 이철원(李哲源), 현상윤, 조소앙 등을 위촉하였다.
그 밖에 김관식, 김활란, 이철원(李哲源), 현상윤, 이용설 등 32인을 족청 전국지역 위원으로 위촉하였고, 이사에는 최규동(崔奎東), 백낙준 등 12명, 상무이사에 김형원(金炯元), 노태준, 박주병(朴柱秉), 설린(薛麟), 김웅권(金雄權) 등을 위촉하였다. 군사 훈련과 이론 교육이 병행되었으며, 1개월간의 과정을 수료한 뒤에는 각기 사회에 진출하여 활동하였다. 여성 교육이 필요하다는 건의를 받아들여 그는 7기생부터는 특별히 여성 대원들도 수용하였다.
이후 청년단체를 운영하며 안호상·장준하 등과 민족청년단을 이끌었으나 이범석과 안호상의 노선에 반발한 장준하는 족청을 탈퇴한다. 이후 이범석은 반공주의 정치 활동을 하였다. 민족청년단은 서북청년단, 백의사 등과 함께 영향력을 키워나갔고, 좌파 진영에서는 그의 민족청년단을 파시스트 조직이라고 비난하였고, 그를 도조 히데키와 비슷하다며 비꼬기도 하였다. 또한 족청이 미군정의 지원을 받는 것을 들어 좌파 진영에서는 그를 미군정의 앞잡이라는 비난을 가하기도 했다.
1948년 3월 좌우대립과정에서 미군정에 의해 포고령 위반으로 사형을 선고받은 김두한에 감형을 위해 지청천 등과 존 하지에게 진정을 하며 구명운동을 벌였다.

#### 교육 활동
1945년 10월 조선유도협회의 초대 회장에 선출되었다. 귀국 후 그는 조선유도협회의 회장직을 흔쾌히 수락하였으며 대한유도학교의 창립을 적극적으로 후원, 도와주었다. 1950년 11월 대한유도연맹과 대한연무관이 통합하여 대한유도회로 개편되면서 대한유도회 초대 회장에 선출되었다.
1953년 6월 15일 대한유도학교의 초대 학장에 취임하였다. 대한유도학교는 뒤에 교명을 용인대학교로 변경하였다. 1953년 9월 이범석은 이승만으로부터 족청계 제거라는 압박을 받게 되었고 이는 이범석이 대한유도회 회장직과 대한유도학교 학장직을 수행하기 힘들게 하였다. 10월 1일 대한유도학교 학장직을 사퇴한다. 그 뒤 대한유도회 회장직만을 유지하다가 1954년 12월 대한유도회 회장직에서도 물러난다.

### 대한민국 정부 수립

#### 정부 수립 활동

##### 정부 수립 참여

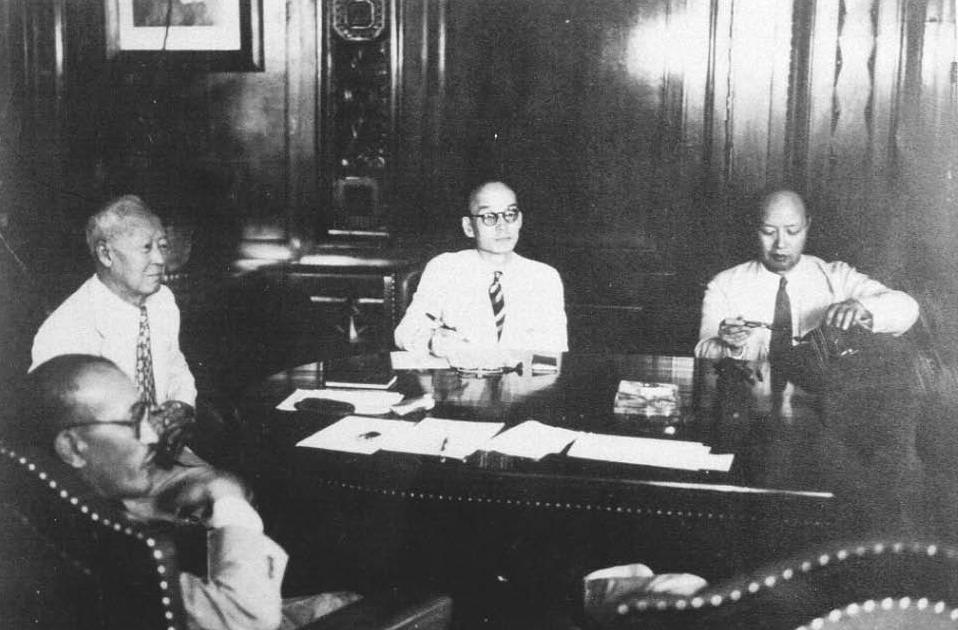
1948년 7월 22일 대한민국 초대 내각의 첫 국무회의에 참석한 이범석 (이승만 왼쪽 안경 쓴 이)

1948년 이후 대한민국임시정부 내에 김구·김규식 등이 남북협상을 주장하자 그들과 결별하고 신익희·지청천 등과 임정의 다른 지도자인 이승만의 휘하로 건너갔다. 이후 이범석은 단독 정부 수립에 찬성 의사를 표시하였고, 1948년 5.10 총선거와 남한 단독 정부 수립에 참여하였다.
1948년 5.10 총선거 때 선거에서 강원명이 조봉암을 도와달라며 이범석을 찾아왔으나 이범석은 거절하였다. 역시 이범석의 총리 인준시 무소속 의원들이 협조를 부탁하자 조봉암은 군국주의자라며 냉담한 반응을 보였다.
내각 조각 전 김성수, 조소앙, 이윤영 등과 함께 국무총리의 물망에 오르기도 했다. 서울 출신인 윤치영과 안면이 있었고 그의 후처인 이은혜와는 같은 지역에서 자랐으며 먼 인척간이었다. 그는 한민당 인사들을 꾸준히 방문하고, 한민당 관계자들의 행사에도 꾸준히 방문하여 친분관계를 쌓아 두었다. 그가 총리로 지명되었을 때 한민당의 반발을 최소화시킬 수 있었다.

##### 총리 지명
1948년 7월 24일 중앙청 광장에서 열린, 대한민국 국회 주최의 정부통령 취임식에 참석하였다.
7월 29일, 국회에서 총리서리 이윤영에 대한 총리 인준 거부로 이범석이 총리에 지명되었다. 7월 29일 총리로 지명되자 그는 바로 이화장으로 달려갔다. 이승만은 그에게 총리로 지명했음을 알리고 국방부도 겸할 것과 남들보다 바삐 움직일 것을 주문했다. 그가 총리에 지명되자 한민당의 당수였던 김성수가 만나자고 연락하였다. 김성수는 한민당 당원으로 민족청년단의 간부 훈련을 받은 조영규(曺泳珪)를 통해 방문 연락을 제의했고 평소에 김성수에 대한 존경심을 가졌다고 고백했던 그는 직접 방문을 약속했다. 김성수를 방문하기 직전, 김성수는 조영규를 통해 그의 총리 인준을 협력하겠다고 약속하였고, 7월 29일 저녁 만찬에서 김성수는 그에게 단도직입적으로 내각의 각료배석에 관련된 문제를 제기했다.
김성수는 자신과 한민당원 전 의원이 이범석의 총리인준에 동의하는 조건으로 각료 8석을 요구했다. 이범석은 당시 12개 부와 4개 처의 조직에서 장관 8석은 지나친 요구라고 했으나, 곧 김성수의 제의를 수용하였다. 국방부장관 직을 겸하라는 제의를 받았으나 그는 이승만에게 한민당에서 지명한 인물을 천거했다.
한민당 내 일부의 반발에도 불구하고 총리 인준은 무난히 통과되었다. 한민당의 김성수가 국무총리가 되지 못하고 이윤영이 퇴짜맞다가 이범석을 지명하니까 한민당 쪽에서도 더 이상 반대할 수 없고, 무소속 쪽에서도 일부가 동의를 해주어서 초대 국무총리에 당선될 수 있었다.

##### 제1대 국무총리 시절
7월 29일 오전 그가 국무총리에 지명되자 29일 낮 기자들은 우이동의 족청 훈련소를 방문하고 귀가하던 그에게 총리직 사전교섭 여부를 질문하였다. 그러나 그는 '본인으로서는 교섭받은 일이 없고 따라서 국회의 인준 여하를 고려한 일도 없다. 이 시국에 있어서 국사를 담당하려면 누구나 정당정파는 물론이요 국민 전체의 협조를 얻지 않으면 안될 것이다.'라고 대답하였다. 7월 30일 다시 이승만을 찾아가 김성수가 천거한 8명을 장관으로 입각시킬 것을 건의하였다. '철기, 그 사람 언제부터 알고 있어?', '그 사람 보다 좋은 사람을 내가 의중에 두고 있네.', '왜 하필 그사람인가?' 이승만은 그가 인사청탁을 받은 것으로 의심하였다.
1948년 8월 2일 110 대 82의 표결로 국회의 인준을 얻어, 초대 국무총리가 되었다. 8월 15일 국방부 장관을 겸하여 국무총리 겸 겸 국방부 장관으로 재직하였다. 일본 육사를 졸업한 친일파 장교들이 한국군에 참여할 수 있었던 것은 이범석이 국방부 장관으로 재직 중에 참회하는 뜻으로 조국 군대에서 봉사하도록 해야 한다고 주장했기 때문이라고 한다.
그러나 총리를 대통령의 ‘비서실장’ 정도로 여긴 이승만 대통령 아래에서 초대 총리 이범석도 총리의 역할과 위상을 강하게 주장할 수 없었다. 그는 국회에서 총리 인준을 받자마자 “국무총리의 정견이라는 것은 대통령을 보필하여 대통령의 정견을 충실히 실천에 옮기는 것”이라고 총리의 역할을 규정했다.
총리 취임 직후 그는 부완혁을 발탁하여 비서관으로 채용하였다. 부완혁은 뒤에 장준하 등과 사상계에서 일하기도 했다.
국무총리 취임 초기부터 그는 장관 승인 문제로 시달려야 했다. 그가 건의했던 김성수 천거 8명 중 3명만이 내각에 기용되고 나머지는 무산되었다. 이후 한민당에서는 그가 약속을 지키지 않는다며 비난하였다. 8월 총리취임 직후 국회에 첫 인사를 갔을때, 신익희를 먼저 방문하였다. 신익희는 그의 외삼촌 이태승의 친구였었다. 그러나 중국에서 독립운동 과정에서의 충돌로 관계가 소원했고, 총리 취임 직후에는 바쁘신 국무총리가 국회에 인사하러 나오셨는데 이왕 왔으니 이자리에서 시정 방침을 듣겠다며 그를 시험하려 했다. 국회에서 시정연설 발표에 대한 사전 연락이 없어서 당황해하였으나 그는 대통령 중심제에서 국무총리의 단독적인 시정연설은 불가능하다며 둘러댔고, 국회의원들은 신익희의 발언에 어폐가 있다고 역지적했다.
7월 29일 결재서류에 내무부장관에 기용 예정이었던 장택상과 외무부장관 기용예정이었던 윤치영의 직책이 서로 바뀌어 기록되어, 소식을 접한 윤치영, 장택상의 항의를 받았다. 윤치영과 장택상은 바로 그에게 항의했고 윤치영의 후처 이은혜의 인척이었던 관계로 윤치영의 불만은 곧 수그러들었으나 장택상은 계속 항의하였다. 이범석은 3개월만 참아달라고 거듭 호소하여 불만을 누그러뜨렸다.
국방부장관으로 지목한 한민당계 인사가 승인 거부되면서 8월 15일 그는 국방부 장관직도 겸하게 되었다. 국무총리와 국방부장관 직을 겸하게 되면서 행정실무에 익숙치 않았던 그는 초기에 바쁘게 움직였다. 미군정 청산과 미군 주둔을 위해 구 미군정청 관계자를 찾아가 설득을 했고, 총리실에서 결재를 하면서 동시에 하루 3시간은 국방부 장관실에 할당해 군사업무를 보았다. 국방부 장관으로 그는 국방부의 정훈공보 담당 부서인 정훈국 설치와 비밀첩보업무를 맡을 제4국 설치를 건의했다.
정훈국의 설치는 승인되었으나 제4국 설치는 미군의 압력으로 승인되지 못했다. 제4국은 대북한 첩보국으로, 조선로동당과 빨치산의 공격과 선전에 대항하고자 설치하고자 하였다. 미군 고문단의 반대로 설치 과정에서 압력을 받았으나 제4국 설치를 추진해 나갔다. 제4국 설치 이후에 미군측에서 인정하지 않고 군사원조로 제대로 해주지 않아 국군 운영에 어려움을 겪기도 했다. 미군 쪽에서는 나치와 같은 특수한 사상부대는 문제가 있고, 또 특별부대는 쿠데타를 일으키려 하는 것이 아니냐고 생각해서 반대 했던 것으로 되어 있다. 제4국 설치 문제로 주한미군에서 그를 소환하자 그는 미고문단 단장 로버트에게 '국방장관은 나이고, 국방부는 대한민국의 국방부이다'라며 고성이 오가기도 했다.
이후 1950년대와 1960년대 내내 족청계가 쿠데타를 일으킨다는 소문이 종종 있었다. 1948년 10월 9일 서울 운동장에서 족청 창단 2주년 기념식을 개최하였다. 기념식장에는 이승만, 서재필, 김구와 브라운 미육군소장(하지 중장 대리 참석) 등이 임석하였다. 족청 2주년 기념식에는 안춘생이 사회자를 보았고, 헬믹 미육군 대장, 대통령 이승만, 한독당 위원장 김구 등의 축사 낭독이 있었다.

##### 족청 해산과 국방부장관직 해임
이범석의 민족청년단 단원의 수가 증가하고 이범석을 따르는 청년들이 늘어나자 그의 영향력 증가를 두려워한 이승만의 다른 측근들은 이승만의 앞에서 그를 공격하였고 이승만은 민족청년단 해산령을 내린다. 그러나 일부 민족청년단 단원들은 해산을 거부하기도 했다. 이승만은 그 뒤 이범석의 만주 독립군 선배였던 지청천을 중심으로 대동청년단을 조직하고 각 청년단체를 대동청년단에 통합시킨다. 이때에도 민족청년단 단원들은 해산을 거부하고 족청의 이름으로 독자적으로 활동하였다. 1949년 1월 20일 이범석은 공식적으로 족청의 해산을 선언하였으나, 그 뒤에도 일부는 독자적으로 족청의 이름으로 활동하였다.
1948년 4월에 제주도에서 발생한 4·3 항쟁이 계속되자 그는 10월 19일 국군에 제주도 4·3 사태 진압명령을 내렸다. 10월 19일 제주도 4.3사태 진압차 출동한 국군의 일부는 여수, 순천에서 반란을 일으켰다. 당시 이승만은 대한민국 정부 승인 문제에 치중하고 있었으므로 국내 문제와 행정은 그가 담당하게 되었다.
1948년 10월 21일, 여순 14연대 반란사건과 관련, 기자회견에서 사실상 김구를 겨낭하여 '이 사건은 정권욕에 눈이 어두운 몰락한 극우정객이 공산당과 결탁해서 벌인 정치적 음모'라고 주장했으며 그래서 시중에는 여순 14연대 반란사건에 김구의 선동이 작용하였다는 소문까지 나돌았다.
그는 제4국을 끝까지 밀고 나갔고, 미군 쪽에서는 그를 꺼렸던 것 같다. 1949년 1월 23일 황해도 해주군에서 발생한 '해주 반공청년 의거 사건'을 접하고, 국방부 제4국 요원들을 파견하여 지원하였으나 2백명의 청년들은 희생되고 국방부 제4국 국원들도 후퇴해야 했다. 주한미군의 반대와 대한민국 국회의 비협조와 사태를 만들었다는 비난 속에서 국방부 제4국은 해산되었다.
1월 5일 반민족행위자 처벌법이 발동하고 1월 8일 반민특위가 발족, 2월 21일부터 반민족행위자 검거에 나섰다. 2월, 그는 내각이 모인데서 반민특위를 반대했다. 한국 스스로의 힘으로 독립된 것이 아니고 미군정을 이양받은 형식의 정부를 수립하는 3년의 기간 동안 처벌의 대상이 되어야 할 반민족행위자들은 군정에 협조함으로써 이미 탈을 바꾸었고 세력을 쥐고 치부를 한 자들이 많았다. 이들이 처벌을 피하게 된 이상 반민특위 검거는 효과가 없을 것이라고 판단했다. 그리고 세상에 못이겨 할 수 없이 일제에 협력했다고 하더라도 나라를 찾은 시점에서 새삼스럽게 처벌하는 것은 역사의 과오를 범하기 쉽고, 일부 반성을 모르는 국민들과의 갈등을 불러와 전민족의 단결을 해칠 우려가 있다고도 판단했다.
49년 2월 조선민족청년단의 해산 과정에서 이승만의 명령에 저항하였으므로 그의 노여움을 사 국방장관에서 해임되기도 하였다. 한민당에서도 그가 약속을 지키지 않았다며 계속 비난해 왔다. 대통령이 두 명인데 실제적인 대통령은 이범석이고 의례적인 대통령은 이승만이다 라는 소문까지 돌았다. 이승만은 그의 겸직이 문제된다며 국회에서 말이 많다며 언질을 주던 중, 그에게 겸직 중 한 자리를 사퇴하라고 하자, 그는 국방부 장관직을 사퇴하기로 했다. 한편 일본 육사를 졸업한 친일파 장교들이 한국군에 참여할 수 있었던 것은 이범석이 국방부 장관으로 재직 중에 ‘참회하는 뜻으로 조국 군대에서 봉사하도록 해야 한다’는 생각 때문이었다는 주장도 있다.
1949년 3월 이승만의 생일 축하에 참석하였다. 이승만의 생일 때 이범석은 이승만의 탄신축하 연설에서 '각하의 영명하심과 언담원촉하시는 정치적 탁견은 오십 년간 겪으신 신산과 노고와 함께 결정되어 우리로 하여금 독립과 민주주의 정체하에 국가로서 영광과 자유와 평화를 구가케 하였습니다.'라면서 '우리 국가민족의 원수이신 각하의 부단하신 평정체적 제분야에 있어서의 위대하신 영도는 우리 대한민국의 세계적 지위를 만방에 헌양시킬 것입니다.'라고 축하하였다. 1949년 주한미군 철수 논의가 나오자 그는 기일은 알 수 없으나 언제고 남침이 있을 것이라며 주한미군 철수를 반대했다. 그러나 그의 반대에도 소용없이 1949년 6월 미군정 군사고문단은 철수했다.
.

#### 여수·순천 주둔군 반란 사건
1948년 10월 19일 이범석은 4·3 항쟁을 폭동으로 규정하고 진압군을 파견했다. '이 반란의 의도는 수립된 대한민국 정부가 국제적인 승인을 받지 못하도록 방해하며 또한 유엔 승인 이전에 전복하려는 것'으로 봤다. 그러나, 여수 주둔군 제14연대에서 1개 대대 규모의 병력을 제주도에 진압군으로 파견하기로 하자 제14연대 내의 좌익세력이 이에 반기를 들고 반란을 일으켰다.
4·3 사건 진압 과정에서 그는 경찰권을 지휘하던 조병옥과 경쟁하기도 했다. 여수·순천 사건 소식을 접한 그는 강경 진압을 위해 공군을 추가로 증원, 파견하였다. 하지만 6.25 전쟁전 제한된 장비만 지원받은 한국공군에 제대로된 전폭기가 존재하지 않아 L-4 연락기를 무장시킨 그는 연락기에 경기관총을 장착시키고, 연락기는 폭장창이 없어 폭탄을 설치할 수 없어, 폭탄 대신 박격포탄을 설치해서 공격케 하였다. 그러나 주한미군 고문인 로버트 장군은 그의 진압에 반대하여 논쟁을 벌이기도 했다. 비행기가 원거리를 비행하기 어려워, 가로수를 베고 도로를 비행장으로 개설하고, 3·8선 주변 병력 일부를 빼서 진압군에 파견하기도 했다. 여수·순천 사건은 곧 진압되었고, 관련자들은 체포·사살되었으며, 육군 소령 박정희 등 군대 내 좌익세력에 대한 대대적인 검거가 이루어졌다.
1948년 10월 여수·순천 사건 진압 당시 이범석은 배후를 김구라고 주장했는데, 이범석 국무총리 겸 국방장관은 10월 21일 기자회견에서 "이 사건은 정권욕에 눈이 어두운 몰락한 극우정객이 공산당과 결탁해 벌인 정치적 음모"라며 사실상 김구를 지목한 것이다.
이번 국군이 일으킨 반란의 주요 원인과 폭동 성질은 수식 전에 공산주의자가 극우의 정객들과 결탁해서 반국가적 반란을 일으키자는 책동이었다.

-서울신문 1948. 10. 22일자 기사

천인공노할 공산주의 도당의 패악은 물론 여기에 국가와 민족을 표방하는 극우파가 가담하여 죄악적 행위를 조장시키고 사리를 위해 합한 것은 가증한 일이다.

-자유신문 1948. 10. 22일자 기사

10월 21일 오전 11시 이범석은 언론과의 인터뷰에서 여순사건을 '공산주의자가 극우 정객들과 결탁해 일으킨 반국가적 반란'이라고 규정했다. 그에 의하면 "공산주의자가 극우의 정객들과 결탁해서 반국가적 반란을 일으키는 책동"이며 국군 내의 "주모자는 여수 연대장이었던 오동기(吳東起)"라고 밝혔다.
이범석은 또 "국가, 민족을 표방하는 극우파가 가담"했다고 발표했다.
다음 날 이범석은 포고문을 발표한다. 이범석 총리는 10월 22일 '반란군에 고한다'는 제목의 포고문에서 '반란군이 일부 그릇된 공산주의자와 음모정치가의 모략적 이상물이 되었다.(서울신문 1948. 10. 24)'고 언급하며, 이 반란사건에서 '극우정객'의 역할이 매우 컸음을 은근히 부각시켰다. 이날 김태선 수도경찰청장도 장단을 맞추었다. 10월 1일 발생한 '혁명의용군사건'에 대한 수사발표를 통해 여론몰이를 거들고 나선 것이다. 이범석, 김태선 등이 자신을 극우파로 지적하자 김구는 분개하였다.
그러자 김구는 극우정객이 반란에 참여했다는 근거가 없다며 반박하였다. 이후 김구는 10월 27일 여순사건 진압 직후 공식 기자회견을 열어 "나는 극우분자가 금번 반란에 참여했다는 말을 이해할 수 없다"며 관련 사실을 극구 부인했다.
나는 극우분자가 금번 반란에 참여했다는 말을 이해할 수 없다. 그들은 극우라는 용어에 관하여 다른 해석을 내리는 자신만의 사전을 가지고 있는 것으로 보인다

급히 열린 임시국회에서 국회의원 정광호는 극우가 참가했다는 국방부 장관의 발표 때문에 인심이 나쁘다며 극우가 참가했다는 발표에는 정정이 필요하다고 하였다. 그러나 윤치영은 극우가 참가한 것만은 사실이라고 계속 주장하였다.

### 정치 활동

#### 한국 전쟁 전후
이범석은 이승만의 측근 중 2인자격으로 부상했다. 그러나 이승만은 그의 세력인 족청의 강제해산을 권고했고, 지청천의 대동청년단과의 통합을 통해 족청을 자연스럽게 소멸시켜갔다. 족청이 해산되자 그는 국방부 장관직에서 해임되었고, 곧 주 중화민국 대사로 전출되었다.
1950년 6월 25일 한국 전쟁이 발발하자 그는 급히 귀국하였다. 6월 27일 이승만의 호출을 받고 경무대를 방문, 국가가 위기에 봉착했으니 사적인 감정은 배제하고 도와줄 것을 호소하였다. 그러나 그는 현대전은 옛날과 달라 명성있는 장군의 호령으로 되지는 않음을 지적하고 과학과 질의 전쟁임을 강조했다. 이승만과의 면담 직후 동일 27일 국방부에 들렸다가 북아현동의 집으로 귀가하던 중 모윤숙과 박순천이 찾아와 나라의 위기가 닥쳤음을 호소했다. 그는 서울의 운명은 27시간 밖에 남지 않았음을 알리고 귀가했다.
서울이 함락되자 그는 자결을 결심했다. 그러나 어린 아들을 보고 그는 다시 마음을 고쳐먹고 비밀리에 정부가 천도한 대전으로 내려갔다.
한국 전쟁 중 비상국무회의에 참여하였으며, 조선인민군이 경기도 북부지역으로 진입하자 그는 한강 철교의 폭파를 건의하였다. 1950년 말부터 1951년까지 주 중화민국 대사로 부임하였고, 귀국 후 1952년 자유당이 창당되자 자유당 부당수가 되었다.
1950년 12월 주 중화민국대사로 발령받았다. 우방국의 지원과 파병이 필요했던 한국 정부는 그를 타이완으로 파견했는데, 당시 중화민국의 총통 장제스를 비롯한 중화민국 정부 고위인사들이 그와 안면이 있는 사이였으며, 그의 군관학교나 중국군 시절 동료들이었다. 이때에도 그가 중국으로 정치적 망명을 간다는 루머가 돌았으나 그는 중국대사로 가는 것이지 망명의 길을 떠나는 것은 아니다 라며 공식적으로 해명하기도 했다. 출발 전 그는 이승만에게 7, 8개월 뒤에 귀국하겠다고 알리고 출국했다.
중화민국 대사 재직 당시, 대사관 경비는 총 5백불로 그는 비용을 아끼고 쪼개서 활용하였다. 비용이 부족하자 중화민국은 그에게 진성(陳誠) 장군의 사택을 지원해 주었고, 기타 장제스 총통에게 빌리는 형식으로 여비를 지원받았다. 또한 중화민국 정부 각료들에게 한국 전쟁에 대한민국 지원과, 군사 원조를 요청하였다.

##### 자유당 창당과 내무장관
1951년 8월 31일 귀국했다. 그가 귀국하기 직전 이승만은 이범석의 부인 김마리아에게 사람을 보내 정당을 창당해야 되겠다는 의사를 알려왔다. 그는 자유당을 창당하려는 이유를 다음과 같이 밝히고 있다.
| “ | 미국은 민주, 공화당만 봐도 알겠지만 어디 군소정당이 정당 구실을 할 수 있는가 말이다. 자유중국도 마찬가지다. 국민당 독재라지만 국민당 이외의 정당이 4~5개가 있으나 마찬가지다. 우리나라도 굵은 자유당이 생기면 최소한 정권의 지속을 싫어하는 반대 세력이 뭉쳐져 큰 정당이 생기고 한 수레에 두 개의 바퀴처럼 한 새의 양 날개 같이 균형이 맞게 움직일 것이다. ⋯ 왜냐하면 항쟁 과정에 전쟁을 겪으니 전쟁 후에 헌법의 불완전한 점을 우리가 발견했기 때문이다. 평온 무사할 때, 더군다나 정당 정치가 질서가 잡히며 상당히 긴 역사를 지나 정치도의가 제 구실을 다한 다음, 자율 자각으로서 된 다음의 이야기지 간접 선거처럼 민중의 본 뜻이 아니고 위험한 것은 없다. 정당 내의 썩은 자들이 그룹을 지어 묘안을 세우기 위해 물질적으로 허수아비를 세워놓으면 그만인 것이다. 그것이 당시 부산의 정치 움직임이었다. | ” |

귀국 직후 그는 1주일간 전국을 순회강연을 다니며 하루에 강연을 평균 3, 4회를 다니며 강행군을 하여 정당 조직의 당위성을 역설하고 다녔다. 1951년 10월 자유당의 창당 발족을 보았다. 그러나 이승만은 다른 인물에게도 정당 창당 의사를 전달했고 이는 의견일치가 되지 않아 원내 자유당과 12월 조직된 원외 자유당으로 분열되는 원인을 제공했다.
원내 원외 자유당은 모두 이승만을 당수로 했는데, 당시 원내 자유당에서는 이승만에게 절대 충성하려는 세력 외에도 장면을 대통령으로 추대하려는 세력과 내각책임제 개헌 후 장면을 국무총리로 추대하려는 세력의 움직임이 나타났다. 한편 원외 자유당에서는 이범석을 부총재로 추대하였다. 원내 원외 자유당의 갈등은 쉽게 봉합되지 않다가 장면을 추대하려던 세력이 축출되면서 통합을 보게 되었다. 자유당이 통합되자 그는 자유당 부총재로 사실상의 2인자로 복귀했다.
1952년 5월 내무부 장관이 되었다. 내무부 장관 재직 중 KLO 대원들의 활동 공간을 적극적으로 보장해 주었는데, 이 인연으로 그가 부통령 후보로 출마했을 때는 KLO 대원들이 관권으로부터 탄압받던 이범석과 그 가족의 신변경호를 맡는 관계로까지 발전했다.

##### 부산정치파동과 부통령 낙선
내무부 장관 재직 중 5월 26일 이후 발생한 부산 정치파동에 원용덕 등과 함께 주도적으로 가담하였다. 국회의원 간의 정쟁을 그는 국민의 입장을 대변해야 할 국회의원들이 국민의 입장은 대변하지 않고 이권다툼과 집권하고 정권을 쥐려는 것에만 골몰하는 것으로 봤다.
7월 4일, 그는 경찰관들에게 밀명을 내려 부산 시의 피난 임시 국회의사당에 파견하였다. 7월 4일, 부산 시의 피난 임시 국회의사당은 이범석의 밀명을 받은 경찰관들에 의해 포위되고 그 주위를 다시 정체불명의 폭력 시위대가 공포 분위기를 조성하며 겹겹이 에워쌌다. 부산 정치파동 직후 발췌개헌이 발생했다. 그는 개헌에 대하여 다음과 같은 의견을 피력하였다.
| “ | 저 어른 대통령된 것은 좋은데 너무도 미움과 나무람을 받아가며 비위를 거슬려가면서 그 어른에게 충고를 드린다던지 혹은 다투어가며 일깨워 드릴 사람이 없다. 왜냐하면 대통령이 파면권을 가졌기 때문이다. 부통령 이하로는 누구든지 도장 맡지 않고 파면할 수 있었다. 그래서 자리떠나 가지고는 발언권이 설 보장이 없으려니와 효과를 내지도 못했다. 그런데 부통령 선출이 직선제로 고쳐진다면 대통령과 마찬가지로 그 비중은 꼭 마찬가지가 되는 것이다. 단지 맡는 일이 다를 뿐이었다. 국민이 직선하는 사람이니 국민의 지지를 배경으로 힘있게 그 어른을 일깨워 드리고 그 어른 측에 대해 국민의 종합된 의사로 대신해 거역할 수도, 저지할 수도 있는 것이다. 그런 방법으로 난 그 어른을 도와드리고자 했다. 그것은 함태영이나 이기붕이 도와드리는 것과는 좀 성질이 달랐다. | ” |

당시 부산에서 발생한 땃벌떼, 백골단, 민족자결단이 국회를 점령하고 국회해산, 규탄집회를 수시로 열었다. 한편 그는 이들을 사주했다는 의혹을 받았고 야당에서는 그가 땃벌떼, 백골단, 민족자결단을 배후에서 조종한다고 주장했으나 그는 아니라고 반박하였다. 땃벌떼, 백골단과는 관련이 없으며, 민족자결단은 다른 정치인이 조종했다는 것이다. 7월 내무부 장관직을 사퇴하였다.
정부통령 직선제가 통과되자 1952년 8월 정·부통령 선거에 부통령 후보자로 입후보하였다. 부통령 후보로 출마한 이범석은 민족청년단의 강력한 조직력을 활용하고 자신이 이승만 박사를 잘 보필할 것이라는 구호를 내세워 선거운동을 한 결과 당선이 유력시되었다. 그러나 이승만에게 이범석과 족청계는 개헌과정에서는 필요하였지만, 개헌 목표가 달성된 뒤에는 정치적으로 부담스러운 존재가 되었다. 경찰에는 그의 부통령 입후보 방해 지령이 하달되었다.
국무총리 장택상이 8·5 정부통령 선거에서 개헌의 1등 공신인 부통령 후보이자 족청계의 지도자인 이범석을 떨어뜨리고 함태영을 당선시키는데 앞장서자, 분노한 이범석은 선거에 경찰이 깊이 개입한 사실을 규탄하면서 선거에 개입한 장택상과 김태선을 고소하였다. 이후 이범석은 그럴수도 있다 고 생각하면서도 회한의 치를 떨었다 한다. 이승만이 이범석을 배제시키게 된 배경에는 미국의 영향이 작용하였다.
1953년 출국, 6개월간 구미 각국의 정치·군사정세를 시찰하고 귀국하였다.

#### 미국의 견제와 자유당 축출
미국은 정치적 불개입정책을 통해 이승만을 유지시키기로 결정했다. 그러나 이승만을 대신할 마땅한 인물이 없는 상황에서 그를 유지시키는 대신 주변의 과격한 세력으로부터 그를 격리시켜야 된다고 생각하였다. 미국이 이승만 주변에서 위험하다고 본 인물로는 이범석, 원용덕, 임영신, 윤치영, 안호상 등이 있었지만 그 핵심은 이범석 이 지목되었다. 부산 정치파동에 적극 가담한 결과 미국은 이범석 집단을 경찰조직과 대중조직을 장악하고서 테러와 공포정치를 자행하는 위험한 세력으로 보았다. 특히 미국이 경계한 것은 이승만과 이범석이 군대까지 장악하는 것이었다. 그리고 그 후의 미국 문서에는 이승만과 이범석 분리공작의 경과를 보고하는 내용이 자주 등장하고 있었다. 주한미국대사 무초는 '한국에 행정능력이 있으면서 온건하고 성실한 세력이 있는데, 이들이 이범석 집단을 대신할 수 있다라고 지적하면서, 무초 자신이 그 동안 '이승만의 마음 속에 이범석 집단이 이승만 자신과 한국 그리고 유엔에 대해 위험한 존재라는 사실을 심어놓는데 어느 정도 성공했다.'고 썼다. 이 보고서를 보낸 뒤 15일 뒤의 보고서에서도 무초는 '여러 사람들이 이승만과 이범석을 격리시키기 위해 막후에서 노력한 일들이 목적에 달성되었다고 말하기는 너무 이르다. 그럼에도 불구하고 이승만이 최근 나와의 면담에서 이범석을 비난하는 발언을 한 점이나 국무회의에서도 이범석이 여러 차례 비판을 받았다는 사실은 이 켐페인이 어느 정도 성공을 거두고 있음을 시사하는 것'이라고 쓰고 있다.
이범석은 이기붕과 사이가 좋지 않았는데 장택상과도 뒤에 화해하지만 앙숙이 되었었다. 1954년 3월 자유당 내에서 이범석의 족청계 조직이 무너지고 등장한 것은 이기붕을 중심으로 한 전직 관료 출신이 당조직의 실권자로 등장 했다. 이후 그는 부당수에서 평당원으로 격하되고, 당내 부장직에 있던 이범석의 측근들은 축출되고 이기붕의 측근들로 대체되었다. 이범석은 1956년 1월에 자유당을 탈당하였다.

#### 야인 생활

##### 야당 생활과 자유당 복귀
그는 자유당 탈당을 자의에 의한 탈당이 아니라 족청을 정적으로 보는 세력에 의하여 제거된 것이라고 봤다. 1956년 1월 자유당을 탈당한 이범석은 자유당 창당파인 배은희(裵恩希), 안호상(安浩相), 이갑성(李甲成), 지청천(池靑天), 탈당파인 장택상(張澤相) 등과 함께 신당 창당을 준비하였다. 신당은 당초에 민정당으로 정해졌다가 뒤에 3월 30일에 가서 공화당으로 당명이 변경되었다. 그러나 4월 1일부터 4월 4일 사이에 이범석, 안호상 등의 족청계와 장택상·배은희를 중심으로 한 비족청계로 분파되어 사태수습 노력에도 불구하고 이범석의 부통령 입후보 고집으로 당은 와해되고 말았다.
1956년 5월 이범석은 제3대 대한민국 정·부통령 선거에 다시 부통령 후보로 입후보하였으나 낙선하였다. 이기붕의 세력이 이승만의 비호하에 확장되자 그는 국운을 우려하여 이기붕의 투표를 방해하고 표를 분산시킬 생각이었다. 부통령 후보 유세 중 강원도에 갔다가 의문의 청년들의 습격 미수를 당하기도 했다. 부통령에 낙선한 이후 이범석은 자유당으로 되돌아갔으나 이기붕 일파에 밀려서 영향력을 회복하지 못하였다.

##### 군사정변 모의와 4.19 전후
1960년 민족청년단계열 일부 인사와 함께 군사정변을 모의하였으나, 사전에 정변모의설이 유출되어 확산되면서 정변은 실패하였다. 이범석과 민청계의 정변 음모는 박정희 등의 군사정변 음모와 함께 미국 CIA 한국지부 손에 입수되었고, 정변기도는 실패했다.
4·19 혁명이 발생하자 그는 학생혁명으로 봤다. 4월 27일 이승만이 하야를 선언하자 바로 경무대를 방문하였다. 이후 사람들의 이목에 개입하지 않고, 이윤영 등과 개인적으로 이화장을 찾아 이승만을 내방하였다.
1960년 6월 민·참의원 선거에 자유연맹 소속으로 충청남도에서 출마하였다. 출마 당시 공약으로는 감군정책 반대 등이었다. 출마 과정에서 학생단체 및 시민사회단체는 그가 부산 정치파동의 주역 중의 한사람이라는 것과 이승만의 측근이라는 점을 들어 출마포기, 후보자 사퇴 성명을 발표하기도 했다. 군사정변 모의설로 미국의 감시를 당하기도 했다. 7월말 그는 참의원에 당선되었다.

#### 제2공화국 기간 중
제2공화국 당시에도 정변 모의의 주요 세력으로 인식되었다. 한편 그는 장면의 군 감축(감군)계획에 반발하였다. 장면 내각은 군대를 감축하고 감군으로 남는 비용으로 경제를 부흥시키겠다고 했고, 그는 이를 반대했다.
족청계 쿠테타 설을 접한 김옥윤은 왕년의 족청계 지도자인 이범석에게 전화를 걸었다. 두 사람의 집안은 서로 잘 아는 사이였다. 김옥윤이 그 설을 듣고 소문 확인 차원에서 안부 전화 겸 해서 전화를 걸었는데, 이범석은 자신을 의심하는 것에 대해 벌컥 화를 냈다.

지금 세상에 족청계가 어디 있다고 그런 소리를 하는 거요? 당신네 들 이젠 정권을 잡으니 족청의 망령까지도 때려잡지 못해 안달이오?

몇 차례 안좋은 말이 오고 가다 김옥윤은 이범석의 인격을 문제 삼았고, 이범석은 여편네 운운하면서 대판 말싸움을 벌였다.
족청계 쿠데타설은 박정희, 김종필 쿠테타설과 함께 장면과 미국에 수시로 입수되었고, 한때 족청계로 분류된 육군소장 박병권은 예편의 위기에 처하기도 했다. 1961년 5월 5·16 군사 정변으로 국회가 해산되자 국회의원직을 사퇴하였다. 이범석은 제2공화국 기간 중 이승만의 귀국운동에 동참했는데, 제2공화국 출범 이후 그는 윤치영, 장택상, 함태영, 허정 등과 이승만의 귀국을 추진하는 이승만 박사 환국운동을 주도했다. 63년 1월 이승만 박사 환국추진회의 결성에 동참하였다.

### 생애 후반

#### 야당 정치인 활동
1962년 박정희가 민정이양을 선언하였으나 이루지 않자 윤보선, 장택상과 함께 박정희를 면담했다. 윤보선과 장택상은 박정희에게 민정이양을 하지 않는다고 강하게 몰아세웠으나 그는 박정희를 비판하는데 소극적이었다.
1963년 3월 16일 오후 2시 55분, 국가재건최고회의 의장 박정희의 초대로 전 대통령 윤보선, 전 국무총리 장택상, 전 신민당 위원장 김도연 등과 함께 박정희와 면담하였다. 김희덕(金熙德) 외무 겸 국방위원장, 유양수 재경위원장, 홍종철(洪鍾哲) 문사위원장 등이 3.16 성명을 발표하게 된 동기를 번갈아가며 설명하였다.
1963년 3월 16일 박정희가 군정연장을 선언하는 3·16 선언을 철회하지 않자, 3월 19일 윤보선·김도연·장택상·김준연·이범석 등은 박정희에게 3·16 성명의 저의를 추궁하였다.
그 뒤 1963년 국민의당에 참여하여 1963년 국민의당 최고위원에 피선되었다. 8월 1일 서울 시민회관에서 국민의 당 창당발기인대회를 가졌을 때 참석하였다. 이날 대회는 민정당 대표위원 김병로, 신정당 위원장 허정, 민우당 고문 이범석을 당 공동대표로, 김도연, 이응준, 이인, 안호상, 전진한을 당 지도위원에 선출했다. 1963년 10월 대통령 후보자로 출마한 윤보선의 예방을 받았다.
11월 충남 대전에서 제5대 국회의원에 입후보, 출마했으나 사퇴하였다. 이후 국민의 당 입후보자들의 당선을 위해 지원유세를 다녔다. 그는 한일협상 반대운동에도 참여했는데, 한일협상 회담에 원칙적으로는 찬성하나 굴욕적인 외교라는 말은 듣지 말아야 한다고 보았다.

#### 국가 원로
1963년 말 국민의당을 탈당하고 국토통일원 특별고문에 임명되었다.
1963년 건국공로훈장 대통령장을 받았다.
1965년 7월 22일 이승만의 시신이 비행기를 통해 김포공항 비행장에 도착하자, 오전 8시경 김포공항에 도착하여 이승만의 시신을 영접하였다. 허정, 윤치영, 이범석, 장택상 등은 국장(國葬)을 요구하였다. 대통령 박정희는 이승만의 국민장(國民葬)을 추진하였으나, 허정, 윤치영, 이범석, 장택상 등은 국장(國葬)을 고수하였다. 4.19 관련 단체에서는 국장도 국민장도 안 된다며 대규모 시위, 집회를 열었다.
대통령 박정희는 국민장으로 추진하려 했다. 이때 이범석은 장택상, 허정, 윤치영 등과 함께 박정희에게 이승만에 대한 국장(國葬)으로 예우할 것을 요구하였으나 박정희는 이를 묵살하였다.
1966년 8월 15일 서울 중앙청 광장에서 열린 광복절 경축 행사에 참석하였다.
1966년 9월 서울 용산의 효창공원에서 열린 한일협상 반대집회에 참석하였다. 1966년 12월 24일 야당통합과 대통령후보 단일화 추진을 위한 위원회가 설치되자 고문으로 위촉되었다.
1967년 1월에는 윤보선, 유진오, 백낙준과 함께 4자회담을 성사시켜 통합야당 신민당 출범에 이바지하였다. 그러나 만년에 그는 국가원로로서 대우받았고, 1969년 다시 국토통일원 상임고문에 임명되었다.

### 만년
이후 국토통일원의 고문이자 국가 원로로 대통령 박정희에게 조언, 자문을 하거나 동아일보 등의 언론, TBC 동양방송 등에 출연하여 회고, 토론 등을 하며 여생을 보냈다.
1971년 7월 동작동 국립현충원에 있는 이승만의 묘비를 친필로 썼다.
1972년 5월 10일 장개석 총통의 취임식에 참석하기 위해 대만으로 떠날 예정이었으나 9일밤 갑자기 심장장애를 일으켜 입원하였고, 입원 사흘째인 1972년 5월 11일 오전 5시 40분 지병인 심근경색으로 서울 명동의 성모병원에서 타계하였다. 저서로는 회고록 《우둥불》, 《방랑의 정열》, 《한국의 분노》 (1945), 논설집 《민족과 청년》 (1948), 《혈전 : 청산리 작전》, 《톰스크의 하늘아래》,《용의 굴》 등이 있다.

### 사후
장례는 5월 17일 서울 남산광장에서 성대한 국민장(國民葬)으로 거행되었고 서울특별시 동작구 동작동 국립현충원 국가유공자 제2묘역에 안장됐다.
2008년 8월 학술지 ‘한국사 시민강좌’ 하반기호(43호)에서 대한민국 건국 60주년 특집 ‘대한민국을 세운 사람들’ 을 선발, 건국의 기초를 다진 32명을 선정할 때 군사 부문의 한사람으로 선정되었다.
2007년, 2011년, 중국의 중앙관영방송인 CCTV에서 항일 명장열전 방영시 외국군으로서는 유일하게 이범석 장군을 선정 방영하였다.

## 기타 이력
- 1940년 광복군 창설에 참여, 광복군 육군 소장에 보임.
- 1942년 광복군 제2지대 지대장 나월환이 암살되어, 제2지대장을 겸임하다.
- 1942년 광복군 제2지지대장 취임후, 미국 중국방면군과 연합작전을 성사시겼고, 독립군장교들에게 OSS특수훈련을 시켰다.
- 1945년 광복군 육군 중장으로 진급
- 1945년 8월 18일 주중 미군 총사령관 고문 자격으로 입국, 김포비행장에 상륙했다가 일본군의 저지로 다시 상하이로 돌아갔다.
- 1950년 4월 주 중화민국 한국대사로 전임되었다.
- 1950년 6월 한국 전쟁으로 이승만의 귀국 지시를 받고 귀국하였다. 이후 정부를 따라 천도, 이동하였다.
- 1953년 6개월간 구미 각국의 정치·군사정세 시찰.
- 1970년 12월 25일 오전 2시 15분 신당동 자택에서 부인 김마리아 사망. 김마리아는 경기도 광주군의 선영에 안장되었다.
- 1972년 5월 17일 오전2시 경기도 광주군 선영에 안장된 김마리아의 유해를 국립현충원으로 이장, 국가유공자 묘역의 이범석 묘역에 합장하였다.

## 저서
- 《우등불》
- 《방랑의 정열>
- 《한국의 분노》 (1945)
- 《민족과 청년》 (1948, 논설집)
- 《혈전 : 청산리 작전》
- 《톰스크의 하늘아래》
- 《철기 이범석 자전》 (1991년, 유고집)

## 작품
- 기전사가
- 광복독립군가

## 학력
- 경성 장훈보통학교 수료(이후 1956년 서울 장훈고등학교 명예 졸업)
- 강원도 이천보통학교 졸업
- 경성고등보통학교 중퇴(이후 1956년 서울 경기고등학교 명예 졸업)
- 중화민국 저장 성 항저우 체육학교 졸업
- 중화민국 윈난 육군강무학교 졸업
- 대한민국 국방대학교 행정학사 1기(1956년)

### 명예 박사 학위
- 1972년 5월 10일 중화민국 타이완 중화학술원 명예 철학박사

## 상훈
- 건국공로훈장 대통령장(1963)

## 논란과 의혹

### 청산리 전투 관련
대한민국 임시정부의 기록과는 달리 그는 해방 후 자신의 자서전에서 청산리 전투는 북로군정서 김좌진과 자신만이 참여한 것처럼 서술하였다. 청산리 전투는 김좌진이 이끄는 북로군정서군이 단독으로 싸운 것이며, 김좌진과 이범석이 그 전투의 주역으로 알려져 있다. 그러나 홍범도의 대한독립군 부대와 김좌진의 북로군정서가 전투에 가담하여 싸웠다.
청산리 전투가 북로군정서 단독의 전과라고 알려진 것은 전투 참가자 중 한 사람인 이범석이 《한국의 분노》라는 회고록에서 그렇게 주장했기 때문이다. 그는 후에 《우둥불》이라는 다른 회고록을 다시 발표, '홍범도 부대가 전투 직전 도망갔기 때문에 굳이 말하지 않았던 것'이라고 변명했지만, 그 변명 또한 거짓임이 밝혀졌다.
청산리 전투는 북로군정서군과 홍범도 장군의 대한독립군, 최진동이 이끄는 연합부대가 함께 싸웠으며, 그 중에서도 홍범도 부대의 활약도 특히 눈부셨다. 당시 상해 임시정부가 발표한 내용을 보면 연합으로 나와 있다. 임정 발표에 의하면 '만주 화룡현 삼도구 청산리 부근에서 제1연대장 홍범도, 제2연대장 김좌진, 제3연대장 최진동 등의 연합부대와 일본병이 충돌하여 일본군의 손해 사망자 600여 명'이라고 되어 있다.
이범석 회고록에 의하면, 청산리 전투전 작전회의에서 김좌진장군, 홍범도장군, 최명록장군을 지휘부로, 이범석을 전투지휘관으로 하고, 각 부대별 전투지역도 설정하였으나, 실제 이튿날 전투시에 해당 직전지역에 그 부대들이 존재하질 않아 할 수 없이 북로군정서가 단독으로 백운평의 소수병력에 의한 작전이 유리한 지역으로 옮겨 작전하였다고 기술하고 있다. 그리고 천수평전투시 홍범도부대가 그 일대에서 일본군에 포위 당한채 있던 것을 발견했고, 이범석부대가 천수평 적을 기습시 홍범도 부대가 협공을 하지 않고 안도현 방향으로 궤주하였고, 오히려 안도현 입구 우도양창 계곡에서 홍범도부대가 단독으로 야영하다가 큰 피해를 입은 사실도 기술하고 있다. 따라서 일부에서 청산리전투가 이범석의 북로군정서 단독 작전이라는 것은 근거가 없는 일방적인 주장에 불과하다.

### 여순 사건 당시 김구 공격
이범석은 1948년 10월 여수·순천 사건 진압 당시 특별한 근거 없이 김구를 배후로 지목했다. 이범석 국무총리 겸 국방장관은 10월 21일 기자회견에서 "이 사건은 정권욕에 눈이 어두운 몰락한 극우정객이 공산당과 결탁해 벌인 정치적 음모"라며 사실상 김구를 지목한다. 그러나 김구가 여수·순천 사건을 배후로 조종했다는 확실한 증거는 없었다. 그는 대담에서 '공산주의자가 극우의 정객들과 결탁해서 반국가적 반란을 일으키자는 책동이었다.'거나 '천인공노할 공산주의 도당의 패악은 물론 여기에 국가와 민족을 표방하는 극우파가 가담하여 죄악적 행위를 조장시키고 사리를 위해 합한 것은 가증한 일이다.'라며 극우를 강조했다. 이는 김구를 지목한 것이었다.
1948년 10월 21일 오전 11시 이범석은 언론과의 인터뷰에서 여순사건을 '공산주의자가 극우정객들과 결탁해 일으킨 반국가적 반란'이라고 규정했다. 그에 의하면 "공산주의자가 극우의 정객들과 결탁해서 반국가적 반란을 일으키는 책동 이라며 다시한번 어떤 극우파 정치인이 배후라는 주장을 다시 반복했다. 이범석은 계속 "국가, 민족을 표방하는 극우파가 가담"했다고 발표했다. 10월 22일 '반란군에 고한다'는 제목의 포고문에서도 '반란군이 일부 그릇된 공산주의자와 음모정치가의 모략적 이상물이 되었다.'고 언급하며, 이 반란사건에서 '극우정객'의 역할이 매우 컸음을 은근히 부각시켰다. 10월 27일 김구는 기자회견을 열고 그 극우가 누구를 가리키는 것이냐며, 자신은 공산주의자들과는 손을 잡지 않는다고 해명하였다.
여순반란 사건은 당시 군내에 잠입해 있던 공산주의자들이 여수주둔 14연대가 제주도 폭동사건 진압을 위해 이동 준비시 이를 방해하기 위해 일으킨 군내 좌익에 의한 대규모 반란으로 이는 당시 출범한지 채 2달이 지난 신생 정부 및 군에 큰 충격을 안겨 주었다. 당시 극우라는 표현은 지금처럼 빈공주의자를 칭하는 것이 아니고 북한과 협력하여 남북통일을 주장하는 민족주의자를 칭하는 단어였다. 따라서 해방공간에서 좌익과 결과적으로 좌익에 놀아난 민족주의자들의 비극이 여순반란 사건에서도 고스란히 나타나고 있다.

## 평가
대한민국 건국의 주역, 대한민국 국군의 이념과 징신을 바로세운 대한민국 국방건설의 아버지, 청산리 전투를 승리로 이끈 유능한 장군이라는 평가가 있다.
족청 운영 당시 미군정의 지원을 받은 점 때문에 미군정의 앞잡이라는 비난을 받았다. 독재주의라는 비판도 있었는데, 그는 '미군은 투쟁했던 적이 독재주의라면 그 미군이 독재주의 성격을 띄고 있는 청년 운동을 도와주지 않았으리라는 것은 간단한 논리의 귀결'이라며 반박하였다.
나치 추종자 또는 파시스트라는 이야기를 듣던 이범석은 권력을 위해서는 수단과 방법을 가리지 않는 사람으로도 평가받았다. 한편, 파시스트라든가 권력 지향이라는 주장은 대체로 이범석의 정치적 반대자들이 이범석을 비판할 때 주로 사용한 주장이다. 특히 이범석이 국방장관 재직시 군의 사상통일을 기하기 위해 강력히 추진했던 국방부 제2국 정훈국과 정훈병과 창설, 대북첩보수집 및 교란 전담 제4국 창설을 국방장관의 파시스트적 독단이라고 당시 미군정고문단들과 일부 정치적 반대자들이 주장하였다. 그러나 이는 일본군, 만주군, 광복군, 우익, 좌익 등 잡다한 세력이 집합된 군의 인적구성과 북한 공산주의자들과 대적하기 위한 효율적 정책이었음은 그 이후의 역사가 증명하고 있다. 정훈병과는 공산주의자와 대치하고 있는 대만과 한국에만 존재하는 특수한 조직이다. 제4국은 후임 신성모 장관에 의해 해체되었다. 후일 625가 발발시 제4국이 있었다면 그렇게 기습은 당하지 않았을 것이라는 평가도 있다. 장관 직속 대북 첩보수집부대는 오늘날 국방정보본부와 국군정보사령부로 유지되고 있다.
그가 민족주의자가 아니라는 비난도 있다. 역사문제연구소에 의하면 그가 민족을 많이 외쳤으니까 친일파 숙청을 열렬히 주장해야 될 것인데도 불구하고 실제는 그와 정 반대였다 며 이범석의 민족지상이나 일민주의는 기만적인 것으로 민족주체성이 배제된 파시즘 이라 비판하였다. 한편, 이범석이 일본군 출신들을 군내 입대를 허용한 것은 신생 국방 인력 부족을 고려한 실용적 측면이며, 결국 이들 중 많은 이들이 이후 6·25전쟁에서 공산주의 적화를 막아낸 공로자가 되었다는 긍정적인 평가가 많다. 이범석의 민족주의는 극단적 민족주의를 표방하지는 않았다.
동시대의 정치인인 조봉암은 그를 파시스트라고 비난하였다. 부산 정치파동, 한강철교 폭파에 관여하여 부정적인 평가가 있다. 그는 자신이 부산 파동을 일으켜야만 했던 이유를 다음과 같이 밝히고 있다.
| “ | ⋯ 내가 부산에서의 광경은 볼 수가 없었다. 매사가 전부 돈이고 국회의 공기가 어떻게 돌아가는지 눈뜨고 볼 수가 없었다. 게다가 대통령 임기가 차들어가니 정치적으로 움직임이 있었다. 여기에다 출처 모르는 돈이 들어온다, 생겼다, 어쨎다, 별소리를 다 듣게 되었다. 그래서 그냥 놔두면 안되겠다는 생각이 들었다. 보다 중요한 것은 지금 백척간두에 선 이 나라를 살리는 문제였다. ⋯ 이 국가가 어떻게 된다는걸 염두에 두지않고 정치적 현실에만 급급하고 중시하여 정권을 미리 생각하고 그 야단들인 것이다. | ” |

한편, 한강철교 폭파는 군사적 관점에서 당연한 것이고, 한강교폭파의 문제는 시행과정에서 육군본부가 시민의 피해를 고려하지 않은 것이라는 평가가 많다. 실제로 한강철교가 폭파됨으로 인해 서울을 점령한 북한군은 3일을 서울에서 지체하게 되었고 이는 차후 국군과 유엔군의 낙동강 방어선 구축에 결정적으로 귀중한 시간을 갖게 하였다. 부산정치 파동시 내무장관 이범석은 부임한지 1달이 채 되지 않은 상태이어서 업무파악도 되지 않은 상태였고, 실제 당시 치안국장이었던 문봉제가 자신의 자서전 발간에서 부산정치 파동은 자신과 대한청년단 출신 김창민이 하였다고 밝혔다. 고 2008년 5월 9일 강영훈 前 국무총리가 철기 이범석 장군 추도식에서 밝힌 바가 있다.
이범석에 대한 비판은 주로 좌익 측에서 주장하는 것으로 이는 정부 출범과 군 창설시부터 강력한 반공을 주장한 이범석을 견제하고 하야시키기 위한 음모로 인식되고 있다.

## 역대 선거 결과
| 선거명             | 직책명                 | 대수 | 정당   | 득표율 | 득표수      | 결과 | 당락             |
| ------------------ | ---------------------- | ---- | ------ | ------ | ----------- | ---- | ---------------- |
| 제 3대 부통령 선거 | 부통령                 | 3대  | 자유당 | 25.5%  | 1,815,692표 | 2위  | 낙선             |
| 제 4대 부통령 선거 | 부통령                 | 4대  | 자유당 | 3.7%   | 317,579표   | 6위  | 낙선             |
| 제 5대 총선        | 참의원(충청남도 제1부) | 5대  | 자유당 | %      | 표          | 위   | 충남 참의원 당선 |

## 가족 관계
흥선대원군의 측근인 이경하와 외교관 이범진은 그의 먼 일족이었다.
- 고조부: 이의상(李義常, 1755년 ~ 1821년)
- 증조부: 이목연(李穆淵, 1785년 ~ 1854년)
- 조부 : 이인천(李寅天, 1845년 ~ 1876년)
- 아버지 : 이문하(李文夏, 1872년~?, 조선 광평대군의 증손 정안부정의 14대손)
- 어머니 : 연안 이씨(延安 李氏, ? - 1907년)
  - 누이 : 이범호(李範好)
  - 매부 : 신석우(申錫雨, 1895년~1953년, 독립운동가, 호는 우창(于蒼))[63]
  - 누이 : 이범숙(李範淑)
  - 매부 : 이기환(李起煥)
- 계모 : 김해 김씨(金海 金氏, ?~1935년)
  - 남동생 : 이범혁(李範赫, 전 기업인·전 대림산업 감사)
  - 제수 : 박유순(朴有順)
- 부인 : 안동 김씨(安東 金氏), 김승현(金升鉉)의 딸
- 정인 : 올레리아(러시아 여인, ? - 1925년)
- 부인 : 김마리아(金瑪利亞, 1903년 9월 5일~1970년 2월 10일), 러시아 출신[64], 러시아계 한국인으로 본관은 경주 김씨.
  - 아들 : 이부흥
  - 아들 : 이인종(李仁鍾[65], 1938년~)
  - 며느리 : 최계옥(崔季玉[66], 1938년~)
    - 손자 : 이규준(李揆濬, 1966년~)
    - 손자 : 이규원(李揆源, 1970년~)
- 외조부 : 이병재(李炳宰, 본관은 연안)

## 기타
그는 심장병인 심근경색으로 사망하였는데, 그의 어머니 연안 이씨, 아내 김마리아 역시 심장병으로 사망했다.
그는 재정적으로 가난함과 궁핍한 생활을 하였다. 중국에 있을 당시에도 '아편 장사를 해서 돈을 모아 치부할 기회조차 없었다'고 회상하기도 했다. 민족청년단 운영 과정에서도 자금부족으로 운영의 어려움을 겪었고, 의연금이나 기부금에 의존해야 했다. 국무총리와 국방장관 직을 마친 후 야인시절에는 서울의 변두리인 약수동과 신당동, 대방동을 전전할 정도로 재물에는 관심이 없었다. 당시 고위층들은 일본 적산가옥이나 사업체 한둘은 그저 당연한 것처럼 자기 차지를 하였던 것에 비하면 지도층의 품격에서 큰 차이가 있다고 평가 받고 있다.
부산 정치파동 당시 내무부 장관이었던 이범석은 자신의 회고록에서 다음과 같이 기술하고 있다.
| “ | ⋯ 계엄령 선포는 각의에서 논의가 되었다. 내무부 장관이 된지 약 1주일쯤 되었을성 싶고 그때가 금정산 사태의 발생 시기니 상당히 중요했다. 그 당시 야당에선 계엄령을 선포해서 강압적으로 이 대통령을 재선시킬 목적으로 헌법을 뜯어고치려고 금정산에서 쇼를 했다고 말한다. 쇼로 금정산에서 미군을 죽였다고... 나는 참으로 나라위해 일생 피투성이로 싸우던 사람으로선 도무지 상상조차 못하겠다. | ” |

13대 평민당 소속 국회의원 이찬구의 자서전 <비화>(상상나무, 2011. 38쪽~52쪽)에 의하면, 516 군사정변 이후 정변세력들이 이범석장군 측근들이 이범석장군의 생활을 지원하던 것을 끊음으로해서 식량이 부족하여 4일을 굶은 뒤, '내가 일제하고도 30년을 죽지 않고 무장투쟁을 하며 살아왔는데 이제 동족 손에 압박을 받으니 분하고 창피해서 살수 없다'고 하면서 부부가 자살을 준비하고 있는 것을 발견했다고 기술하고 있다.
미국인들은 이범석의 민족주의를 몹시 싫어하였다.. 미국의 이범석에 대한 평가는 국방장관 이전과 이후로 나누어 진다. 광복군 2지대장과 민족청년단시는 미군이 적극적으로 지원하였다. 그러나 국방장관 시절 국방부 제2국 정훈국 창설과 제4국 대북첩보수집 및 교란국 창설과정에서 격렬히 부딪친 결과 이후 미국은 이범석을 경계하였다고 평가된다.

## 대중 매체
- 김현직 - 1981년 (제1공화국) MBC 드라마
- 김영철 - 1982년 (우둥불) KBS1 드라마
- 강민호 - 1985년 (오성장군 김홍일) KBS1 드라마
- 김기현 - 1989년 (백범일지) MBC 드라마
- 김기현 - 1989년 (제2공화국) MBC 드라마
- 김기현 - 1990년 (반민특위) MBC 드라마
- 강민호 - 1990년 (여명의 그날) KBS1 드라마
- 김기현 - 1993년 (제3공화국) MBC 드라마
- 김명곤 - 1995년 - (김구) KBS1 드라마

## 같이 보기
- 자유당
- 신흥무관학교
- 대한민국 임시정부
- 민족청년단
- 대한청년단
- 한강철교 폭파사건
- 대동청년단
- 서북청년단
- 제1공화국
- 한국 광복군
- 조선민족청년단
- 청산리 전투
- 북로군정서
- 서로군정서
- 자유시 참변
- 부산 정치파동
- 봉오동 전투
- 제3공화국
- 독립유공자로 대통령장을 수여받은 사람

## 일화
- 그의 민족청년단을 일명 이범석 유겐트라 부르기도 했다.
- 우익단체 집회와 경무대로 출·퇴근 시 자동차를 이용하지 않고 말을 타고 직접 출퇴근했다.
- 이범석과 안호상은 히틀러의 숭배자로도 알려져 있었다.[69] 브루스 커밍스에 의하면 그는 히틀러 유겐트를 연구했다고 한다.
- 이범석이 사망하자 그의 애마 "설희"는 콸콸하던 성품마저 없어지고 먹이도 안 먹고 구슬피 울었다고 한다.[70]

## 사진

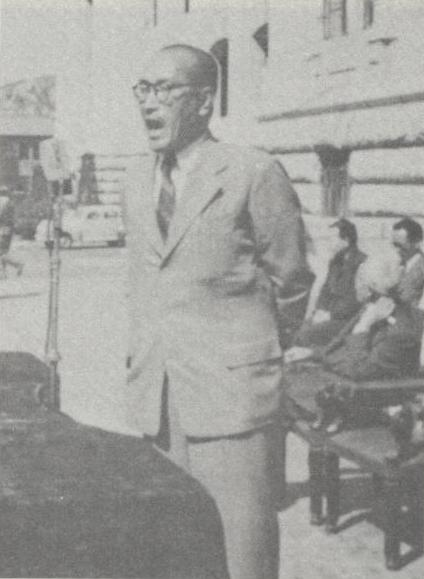
국무총리 시절, 중앙청 광장에서 훈시 중인 모습(1948년 9월)
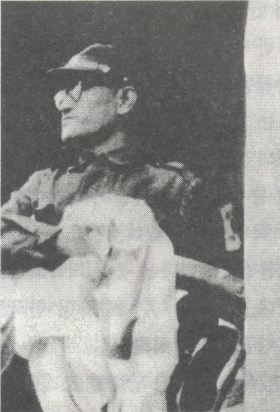
조선민족청년단 결성 무렵(1946년경)
광복군 시절(1940년대)
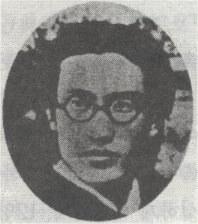
북로군정서 연성대장 시절(1920년)
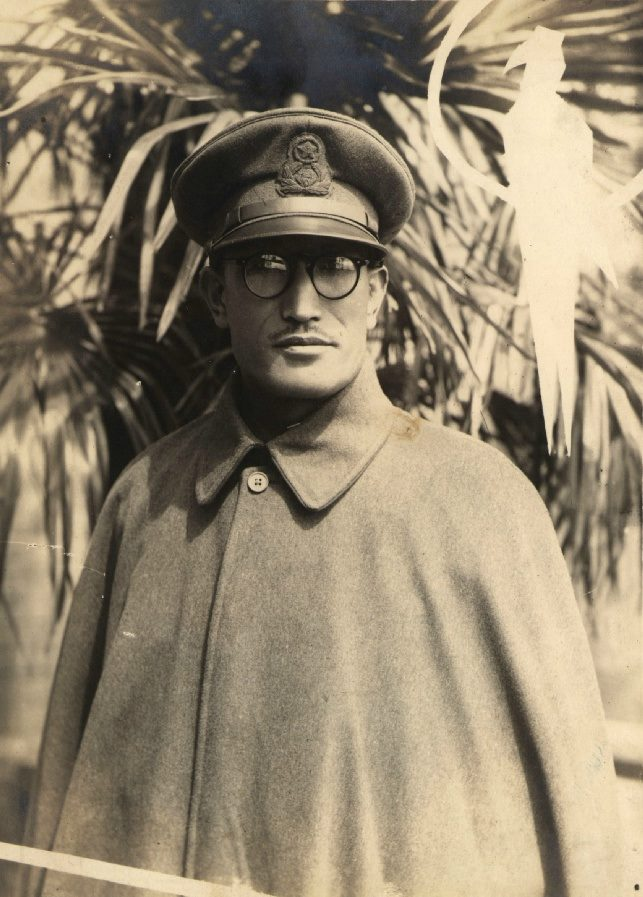
중국 운남 육군강무학교 기병과 시절 모습(1919년)

## 참고 문헌
- 이범석장군기념사업회, 《이범석 평전》 (이범석장군기념사업회 편, 삼육출판사, 1992)
- 홍우출판사, 정계야화 (전2권) (홍우출판사, 1966)
- 사실의 전부를 기술한다
- 강준만 《한국현대사산책:1940년대편 1권》(강준만, 인물과사상사, 2004)
- 강준만 《한국현대사산책:1940년대편 2권》(강준만, 인물과사상사, 2004)
- 강준만 《한국현대사산책:1950년대편 1권》(강준만, 인물과사상사, 2004)
- 한국의 분노(이범석, 김광주 역, 광장각, 1945)
- 민족과 청년(이범석, 백수사, 1948)
- 브루스 커밍스, 《일월총서 71 한국전쟁의 기원》 (브루스 커밍스, 김자동옮김, 최옥자펴냄, 일월서각, 2001년판)
- 연시중, 《한국 정당정치 실록 1권》(항일 독립운동부터 김일성의 집권까지)(지와사랑, 2001.01.20)
- 한배호, 《한국현대정치론》 (한배호, 오름, 2000)
- 김학준, 《해방공간의 주역들》(동아일보사, 1996)
- 서중석, 《이승만과 제1공화국》(역사비평사, 2007)
- 한국사학회, 한국현대인물론 1, 2(을유문화사, 1987)
- 이범석, 철기 이범석 자전 (외길사, 1991)
- 박용만, 경무대 비화 (삼국문화사, 1965)
- 편집부, 한국사 시민강좌:제43집 (일조각, 2008)